# Departamento de Islas de la Bahía
Las islas de la Bahía (en inglés: Bay Islands) es un archipiélago caribeño, localizado en el golfo de Honduras, que políticamente es los dieciocho departamentos de Honduras.
Con 260 km², es el departamento o provincia menos extenso de América Central. El archipiélago de Islas de la Bahía está formado por tres islas mayores que son Utila, Roatán y Guanaja, más las tres pequeñas islas de Barbareta, Morat y Santa Elena, y las islas del Cisne, ubicadas más al noreste y más de 60 cayos, situados a tan sólo 10 y 40 millas de la parte continental de Honduras en el Mar Caribe.
El archipiélago, habitado por los pech, fue descubierto por Cristóbal Colón en su cuarto y último viaje al continente americano el 30 de julio de 1502, quedando incorporado a la Capitanía General de Guatemala. La estratégica ubicación de las islas en la ruta de la Flota de Indias supuso que las islas, especialmente Roatán, fueran base de piratas ingleses desde el siglo XVII. España desalojó en repetidas ocasiones a los británicos de sus enclaves en las islas de la Bahía, La Baliza y Moskitia, ratificando el tratado de París (1783) la soberanía española de los territorios.En 1859, Inglaterra por medio del Tratado de Comayagua finalmente cedió el control de la colonia de Islas de la Bahía a la República de Honduras. Sin embargo, hasta los procesos de descolonización de mediados del siglo XX, favoreció políticas para mantener influencia económica y cultural sobre las islas.
En la actualidad, las islas de la Bahía son uno de los principales destinos turísticos de Honduras.

## Toponimia
El nombre de Islas de la Bahía le fue dado a este archipiélago por el gobierno británico bajo el nombre de Colony of the Bay Islands, en referencia a Roatán, Guanaja, Elena, Morat, Barbareta y Utila en 1850.
El origen de los nombres proviene de los primeros habitantes de las islas. Según el historiador hondureño Alberto Membreño en Nombres geográficos indígenas de la república de Honduras (1901), «Utila. — Una de las islas que forman el departamento de las Islas de la Bahía. Es una contracción de Okotlillah, que significa en náhuatl "abundancia de negro de humo de ocote." Se compone de okotlilli, negro de humo de ocote, y tlah, abundancia. Esta tintura negra la hacían los indios en una especie de alambique.»
Alberto Membreño define el nombre de la isla de Roatán así: «Ciudad, cabecera del departamento de las Islas de la Bahía, y nombre de la isla en que se encuentra la expresada ciudad. Significa en náhuatl "lugar de mujeres." Se compone de siwatl, mujer, y tlan, lugar». En el pasado a Roatán también se le llamó Ruatan o Rattán.
Por otro lado, el nombre la isla de Guanaja también proviene de los primeros habitantes de esta isla. Pero el almirante Cristóbal Colón, en su cuarto y último a América, la llamó Islas de los Pinos. Mientras tanto los ingleses la llamaban Bonacca y los españoles la conocían como Guanaja, nombre con el cual se le conoce en la actualidad.

## Geografía

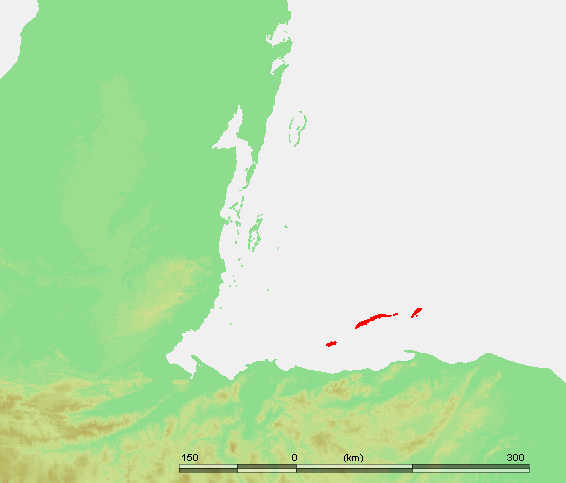
Ubicación de las islas respecto al continente

El archipiélago de Islas de la Bahía está situado en el mar Caribe en el entorno de los bancos oceánicos del Caribe Hondureño Central. Cuentan con una superficie total de aproximadamente 260 kilómetros cuadrados. Están localizadas en un arco de 29 a 60 kilómetros de la costa norte. Este departamento, está conformado por tres islas mayores, cinco islas menores y 65 cayos.
La más grande y predominante de estas islas, en términos de territorio y población, es Roatán. Está a 29 kilómetros (18 millas) al este de Utila. Esta isla tiene 33 millas de largo por 4 millas de ancho y representa un tercio del total de las islas. Está situada a los 16°23′ de latitud Norte, y los 86°24′ de longitud Oeste.
La isla de Guanaja localizada 16° 24′ de latitud Norte, 85° 54′ de longitud Oeste es la segunda isla en importancia del departamento por su tamaño. Tiene aproximadamente 9 millas de largo por 4 de ancho (16 kilómetros 668 metros por 9 kilómetros 260 metros). Esta isla, se encuentra a 70 kilómetros de la costa norte de Honduras y a 12 kilómetros de la isla de Roatán.
Utila es la más pequeña de las islas mayores. Tiene 14 kilómetros de largo por 8 o 9 de ancho en su mayor amplitud. De todas las islas es la más cercana a tierra firme. Está ubicada a unos 18 kilómetros del puerto de La Ceiba, (Honduras). East Harbor es el único asentamiento aglomerado de esta isla, sin embargo, doce cayos poblados se encuentran fuera del extremo suroeste de la isla.
Las islas menores del archipiélago son denominadas Islas del Cisne o Swan Islands.

### Topografía

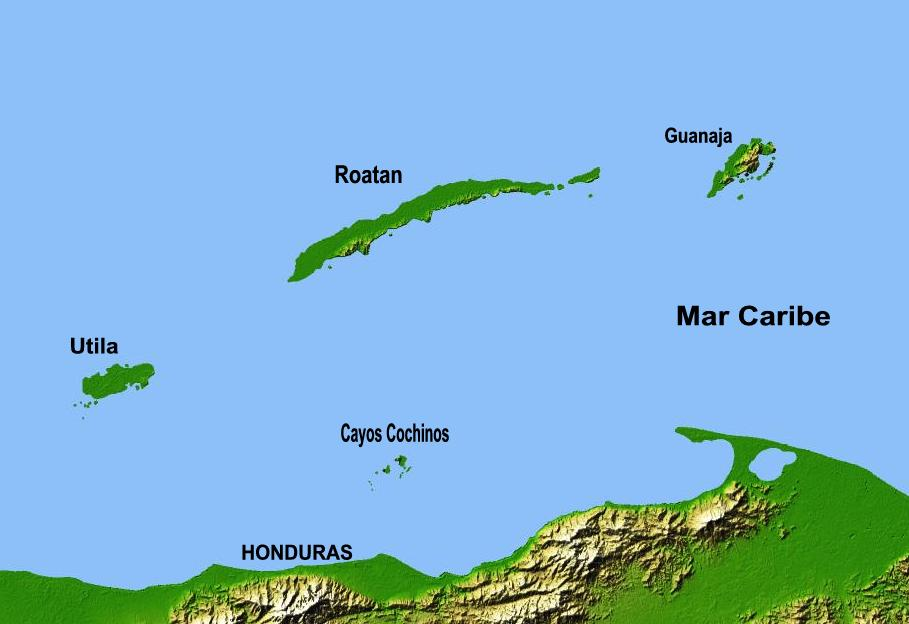
Mapa de las Islas de la Bahía

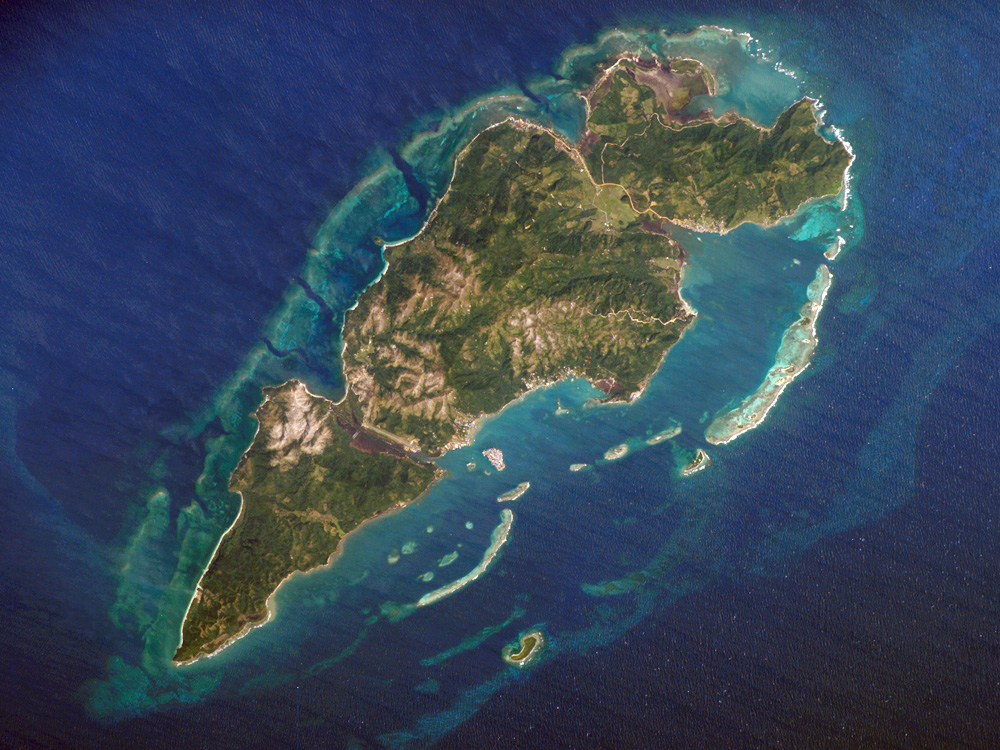
Guanaja

La cadena de islas está formada por la Serranía de Bonaca, la cual es una extensión submarina de la sierra de Omoa. Esta cordillera continental, que se encuentra cerca de la escarpa sur de la Fosa de Bartlett, desaparece en el mar Caribe cerca de Puerto Cortés. No hay ríos en ninguna de las islas, y las fuentes de agua se encuentran en forma de arroyos temporales o acuíferos subterráneas. Cada una de las islas es única por su composición geológica y topográfica.
En la isla de Utila esta base geológica está cubierta con piedra caliza coralina, en algunos lugares esta piedra caliza se ha erosionado hasta el nivel del mar. Esta isla se caracteriza por sus pantanosos manglares y unas pocas y pequeñas colinas en su extremo oriental. Pumpkin Hill, situado cerca del extremo oriental de la isla, es el remanente de un antiguo volcán que crea el terreno desigual de esta áreaLos suelos de Utila son sorprendentemente fértiles, debido a la topografía plana de la isla y a los materiales volcánicos que conforman otra parte importante de la topografía de la isla.
Guanaja presenta una mezcla de los rasgos topográficos y geológicos que caracterizan las otras dos islas. Esta isla es más o menos dividido en tres secciones por una serie de colinas, la más alta se eleva a más de 350 metros sobre el nivel del mar, el cual es el punto más alto del departamento de las Islas de la Bahía. Estas cumbres son importantes yacimientos de granito, mármol y serpentina. En medio de estos cerros, llanuras aluviales de un tamaño moderado atraviesan estos depósitos. Además, en las partes más altas de la isla de Guanaja la vegetación y la fauna es más diversa, y la cantidad de agua fresca aumenta.

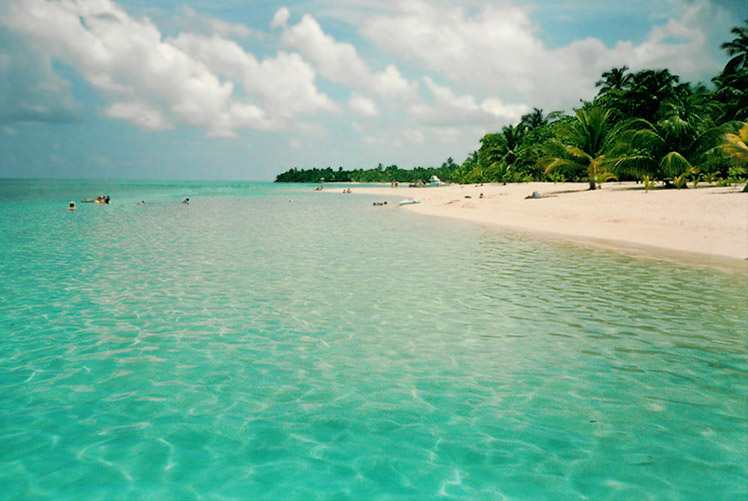
West End, Roatán

Roatán, la mayor de las Islas de la Bahía, se caracteriza por su montañosa columna vertebral, compuesta de colinas que corren de oeste a este a través de toda la isla. Estas cumbres a menudo son coronadas por afloramientos de rocas metamórficas tales como mármol, anfibolita, serpentina. Las áreas planas son escasas por toda la cordillera central de la isla, estas se encuentran principalmente en las costas, aunque, limitadas en tamaño. La costa sureña de la isla,  cuenta con una abundancia de puertos y ensenadas anchas y profundas, y protegidas por arrecifes. Mientras que la parte norte, salvo por unos pocos pasajes estrechos, es en gran parte inaccesible, debido al extenso arrecife coralino.
La isla de Santa Elena se ha descrito como una extensión de Roatán, ya que está separada solo por un tramo largo de manglares. Esta isla tiene una pequeña elevada colina en el centro. Se caracteriza por un gran número de cuevas, la mayoría de los cuales están ubicados a lo largo de un acantilado en el extremo occidental.
Morat es la más pequeña y más plana de Islas de la Bahía y se compone de una sola cresta con dos colinas pequeñas, que se componen principalmente de rocas sedimentarias, con algunas intrusiones de serpentinas.
Barbareta, aunque también es una isla pequeña, es sin embargo muy diferente ya que contiene varias cumbres, la más alta alcanza una altura de 143 metros sobre el nivel del mar. Barbareta también tiene el mayor depósito de serpentina de todas las Islas de la Bahía. Cubre aproximadamente un tercio de la isla.

### Clima

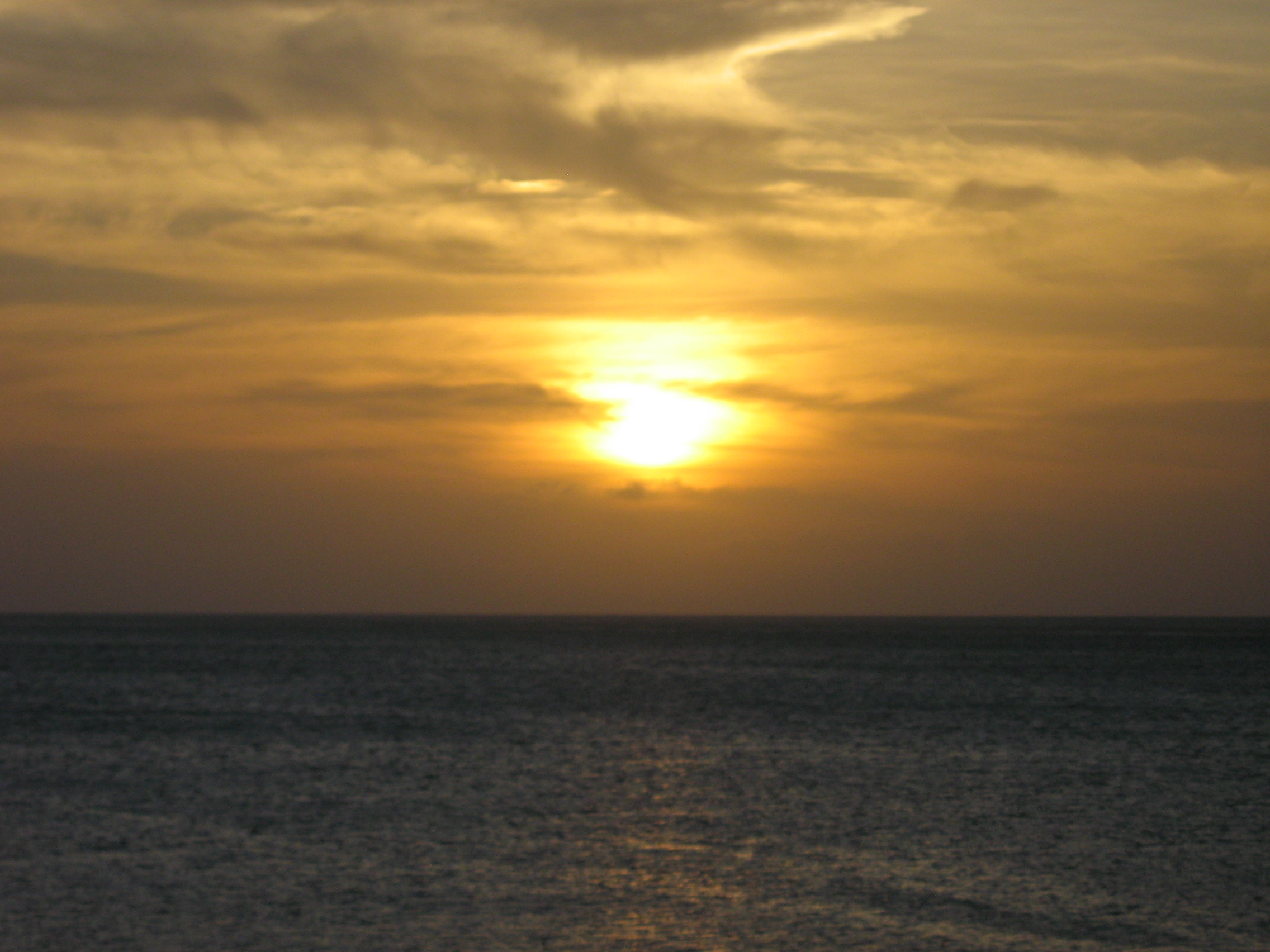

De acuerdo con la clasificación de Koopen, las islas tienen un clima tropical monzónico en general, mientras que Guanaja presenta un clima ecuatorial lluvioso.
Se trata de un clima es más suave que en el territorio continental, con fuertes precipitaciones. La temperatura media mensual suele situarse entre 20 y 27 °C. La amplitud térmica anual es inferior a los 3.º La humedad relativa es muy alta, más de 2000 mm anuales, Las mayores precipitaciones coinciden con los equinoccios, mientras que los mínimos se producen en los solsticios. 

La duración día/noche y la posición de los rayos solares varía mínimamente a lo largo del año, lo que unido al elevado grado de humedad produce un calor asfixiante. Es en las últimas horas de la tarde o primeras de la noche, cuando refresca un poco, en el momento en que se producen las lluvias termo convectivas características de este tipo de climas, y que son prácticamente diarias.
| Parámetros climáticos promedio de Islas de la Bahía | Parámetros climáticos promedio de Islas de la Bahía | Parámetros climáticos promedio de Islas de la Bahía | Parámetros climáticos promedio de Islas de la Bahía | Parámetros climáticos promedio de Islas de la Bahía | Parámetros climáticos promedio de Islas de la Bahía | Parámetros climáticos promedio de Islas de la Bahía | Parámetros climáticos promedio de Islas de la Bahía | Parámetros climáticos promedio de Islas de la Bahía | Parámetros climáticos promedio de Islas de la Bahía | Parámetros climáticos promedio de Islas de la Bahía | Parámetros climáticos promedio de Islas de la Bahía | Parámetros climáticos promedio de Islas de la Bahía | Parámetros climáticos promedio de Islas de la Bahía |
| Mes                                                 | Ene.                                                | Feb.                                                | Mar.                                                | Abr.                                                | May.                                                | Jun.                                                | Jul.                                                | Ago.                                                | Sep.                                                | Oct.                                                | Nov.                                                | Dic.                                                | Anual                                               |
| --------------------------------------------------- | --------------------------------------------------- | --------------------------------------------------- | --------------------------------------------------- | --------------------------------------------------- | --------------------------------------------------- | --------------------------------------------------- | --------------------------------------------------- | --------------------------------------------------- | --------------------------------------------------- | --------------------------------------------------- | --------------------------------------------------- | --------------------------------------------------- | --------------------------------------------------- |
| Temp. máx. abs. (°C)                                | 32                                                  | 33                                                  | 33                                                  | 38                                                  | 38                                                  | 38                                                  | 33                                                  | 38                                                  | 36                                                  | 36                                                  | 33                                                  | 33                                                  | 33                                                  |
| Temp. máx. media (°C)                               | 27                                                  | 28                                                  | 29                                                  | 31                                                  | 31                                                  | 31                                                  | 31                                                  | 31                                                  | 32                                                  | 25                                                  | 23                                                  | 23                                                  | 28                                                  |
| Temp. mín. media (°C)                               | 23                                                  | 24                                                  | 24                                                  | 25                                                  | 26                                                  | 27                                                  | 26                                                  | 26                                                  | 27                                                  | 30                                                  | 28                                                  | 28                                                  | 26                                                  |
| Temp. mín. abs. (°C)                                | 17                                                  | 17                                                  | 19                                                  | 20                                                  | 18                                                  | 20                                                  | 19                                                  | 17                                                  | 18                                                  | 19                                                  | 18                                                  | 17                                                  | 18                                                  |
| Precipitación total (mm)                            | 9.7                                                 | 8.5                                                 | 8.7                                                 | 12.8                                                | 9.4                                                 | 10.9                                                | 7.4                                                 | 4.5                                                 | 13.2                                                | 14.1                                                | 10.9                                                | 7.0                                                 | 117.8                                               |
| [cita requerida]                                    |                                                     |                                                     |                                                     |                                                     |                                                     |                                                     |                                                     |                                                     |                                                     |                                                     |                                                     |                                                     |                                                     |

## Historia
Los vestigios arqueológicos encontrados en la zona como los de la isla de Guanaja dan testimonio de la presencia de los indígenas pech y maya hasta mediados del siglo XVI.

### Época española

Cuarto viaje de Colón

Las Islas de la Bahía fueron descubiertas por Cristóbal Colón en su cuarto y último viaje al continente americano el 30 de julio de 1502. Más precisamente, Colón descubrió la isla de Guanaja a la que llamó Isla de los Pinos. Evidencia histórica revela que Cristóbal Colón y su tripulación desembarcaron en Guanaja en busca de agua y provisiones durante este, su último viaje a Las Indias. Mientras Colón y sus hombres se encontraban en Guanaja, llegó una canoa remada por veinticinco indios. A bordo de esta canoa iban un cacique con sus esposas e hijos, cubiertos con un toldo de hojas de palma.

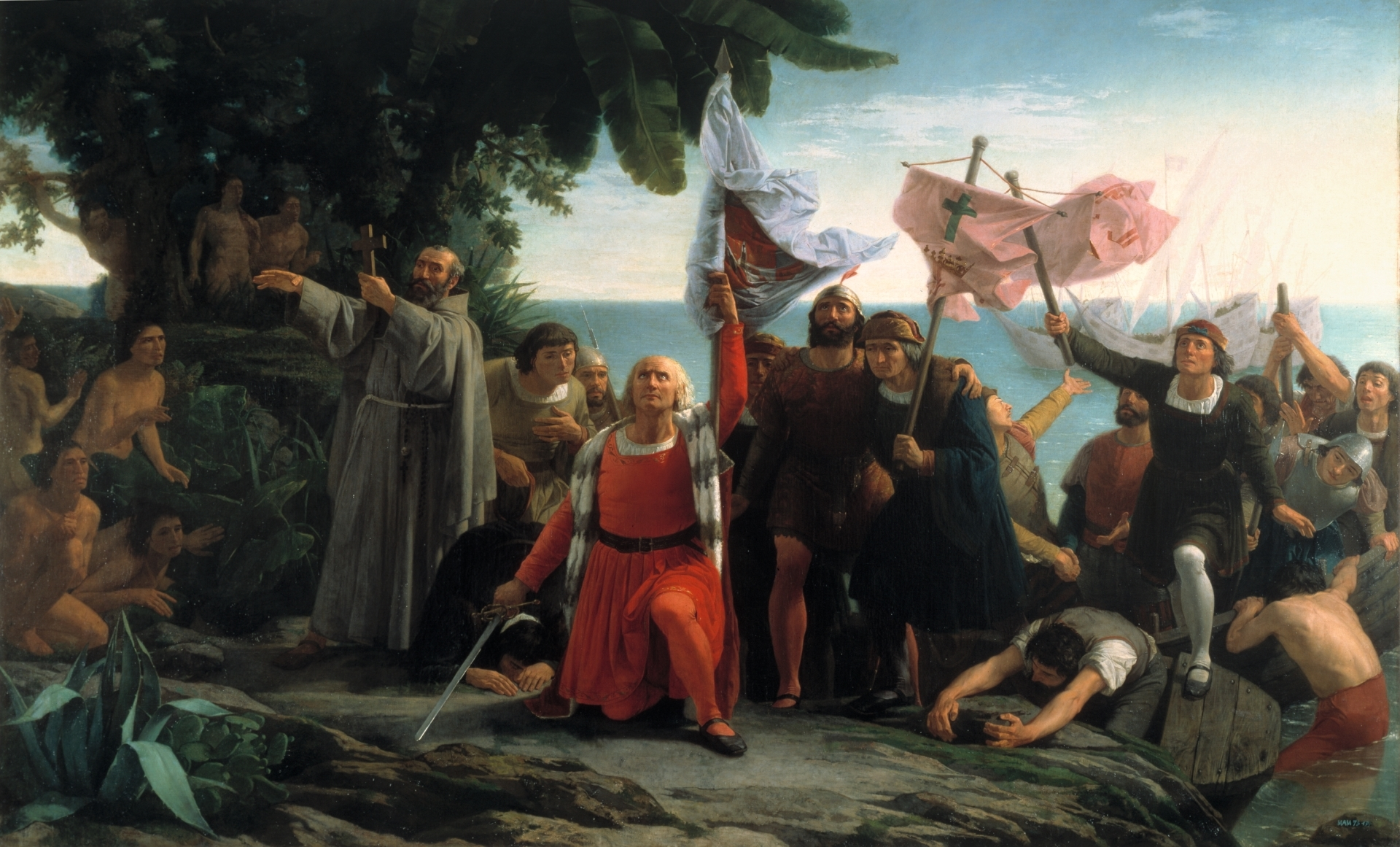
Primer desembarco de Cristóbal Colón en América, tomando posesión de la isla de San Salvador para la Corona de Castilla. Pintura de Dióscoro Puebla, (Exposición Nacional (1862), Medalla de Primera clase)

El almirante llegó a la conclusión que estos "indios eran más civilizados que los de las Antillas descubiertas en sus expediciones anteriores, y lo juzgó así, "porque los indios no mostraron "ningún asombro á la vista de los buques, por la clase de vestidos que usaban y por el tráfico que hacían de hachas de cobre, cascabeles, láminas de metal, armas, telas y utensilios superiores á los de sus vecinos." Asimismo, el almirante informó, que estos indios venían de un país muy rico. Después de este descubrimiento, el almirante Colón reclamó el territorio para España y siguió con rumbo hacia Punta Castilla en tierra firme.
Al momento de su descubrimiento, las Islas de la Bahía se encontraban pobladas de indios Pech. La esclavitud de los indígenas fue prohibida en todo el imperio español en 1512 por las leyes de Burgos, sin embargo la narrativa historicista inglesa del siglo XIX como la de G.W. Bridges (autor de la historia de la colonia de Jamaica) difundió las ideas de la leyenda negra española sobre la esclavitud, comercio y extinción por enfermedades de los indígenas de las islas de la Bahía. Así, en obras del siglo XIX se afirma que en 1516 Diego de Velásquez, Gobernador de Cuba, autorizó a compañías privadas para el comercio de indígenas de las islas del Caribe para su venta en México y Cuba.

#### SigloXVII: expulsión de los piratas

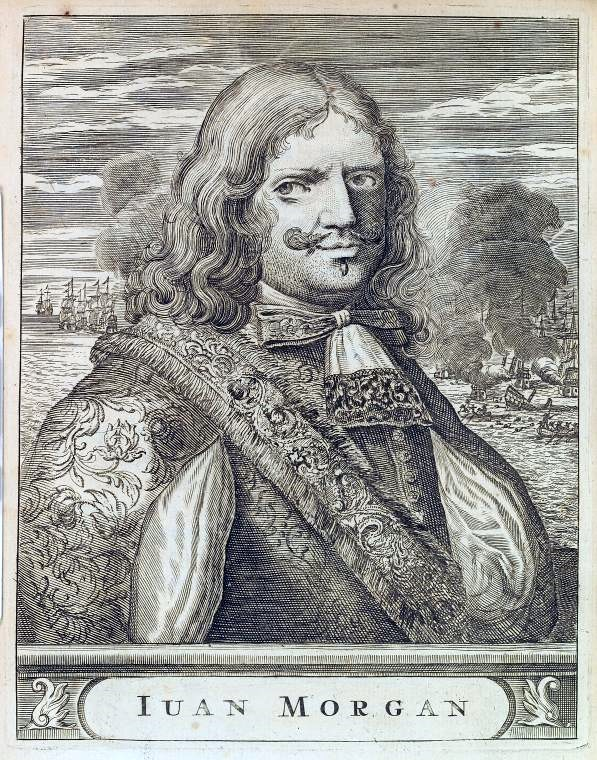
Pirata inglés Henry Morgan (siglo)

A partir del siglo XVII las potencias europeas desafiaron la soberanía hispano-lusa sobre América. En mayo de 1638 la Providence Island Company de la colonia inglesa de Virginia encargó el establecimiento de una colonia ilegal en Roatán a William Claibourne, que fue abandonada a los cuatro años. Ésta dio lugar a las bases piratas que durante la edad de oro de la piratería surgieron en las islas. Su objetivo eran los navíos de la Flota de Indias, y las poblaciones y puertos españoles, especialmente puerto de Trujillo que fue arrasado por en 1643 por Guillermo Jackson desde Port Royal. "Tales fueron las depredaciones cometidas por los invasores, que la suprema autoridad de Guatemala, de acuerdo con la Gobernador de La Habana y la Presidente de la Audiencia de Santo Domingo organizaron una expedición al mando de Francisco Villalba y Toledo, para expulsar de Roatán á los ingleses".Sin embargo, los piratas volvieron a ocupar las islas para continuar su lucrativo negocio de asalto y contrabando, siendo empleadas las islas por Henry Morgan, Barbanegra, Edward Low, Jackson, Sharp o John Coxen. Finalmente una expedición les expulsó en marzo de 1650, trasladando a los indígenas que les habían servido de manera forzosa a las regiones de los ríos Polochic y Motagua.

#### SigloXVIII: intentos de anexión británica

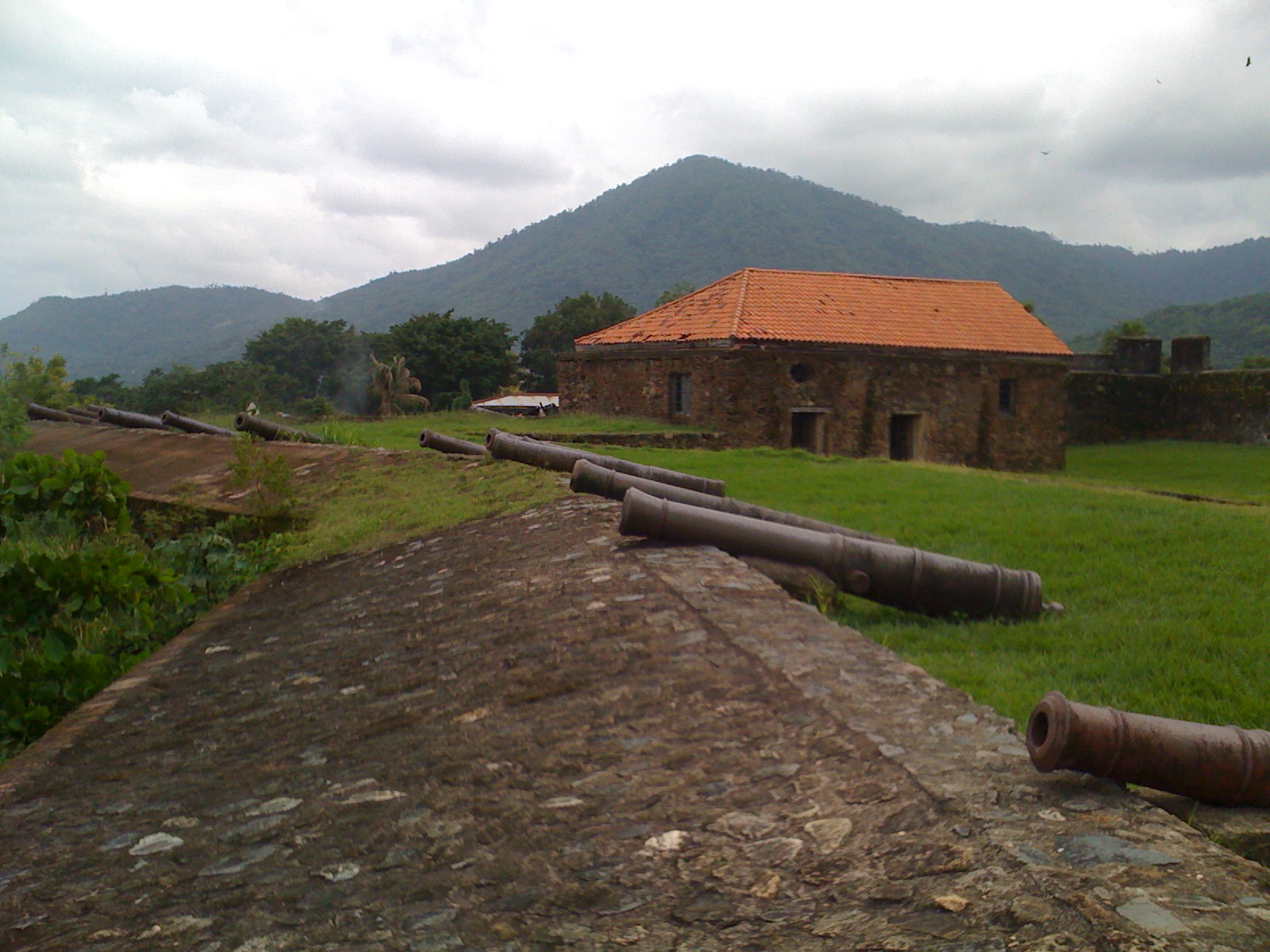
Fortaleza de Santa Bárbara en Trujillo para la defensa ante los ataques de piratas ingleses y neerlandeses desde islas de la Bahía.

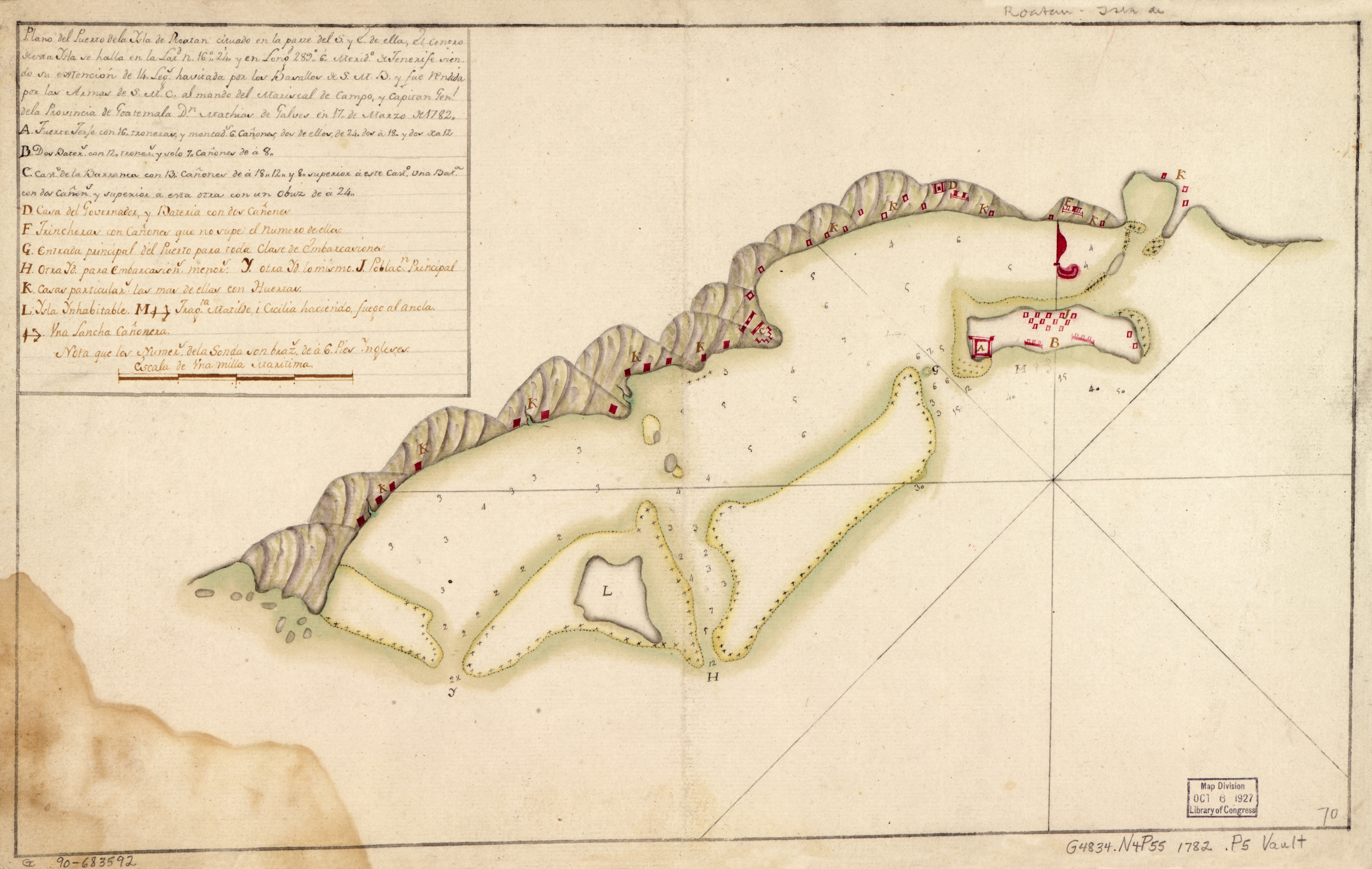
Victoria española en la batalla de Roatán (1782)

En 1742 el gobernador de la colonia de Jamaica Edward Trelawny, dirigió un nueva ocupación ilegal de las costas de la Capitanía General de Guatemala. El 23 de junio una expedición de 250 hombres se estableció en Port Royal en isla Roatán, y desde allí ocuparon La Baliza (actual Belice) y Bluefields (actual Nicaragua). De esta época datan dos fuertes ingleses y las poblaciones de Augusta y Linchfield, llegando a contar Roatán con 5.000 habitantes.El final de la guerra de los Siete Años se ratificó con el tratado de París (1763) por el que Gran Bretaña abandonó y demolió sus fuertes en la bahía de Honduras, entre ellos el de Río Tinto (Black River en Mosquitia) en 1764. 
Sin embargo, Gran Bretaña continuó contribuyendo a la ocupación de estas costas para favorecer el comercio de Jamaica, contando con la lealtad de los indígenas moskito. Las expediciones de la guerra anglo-española (1779-1783) al mando de Matías de Gálvez y Gallardo expulsaron nuevamente a los ingleses en la batalla de Roatán (1782), desmantelando los asentamientos para reforzar la soberanía española de las islas.

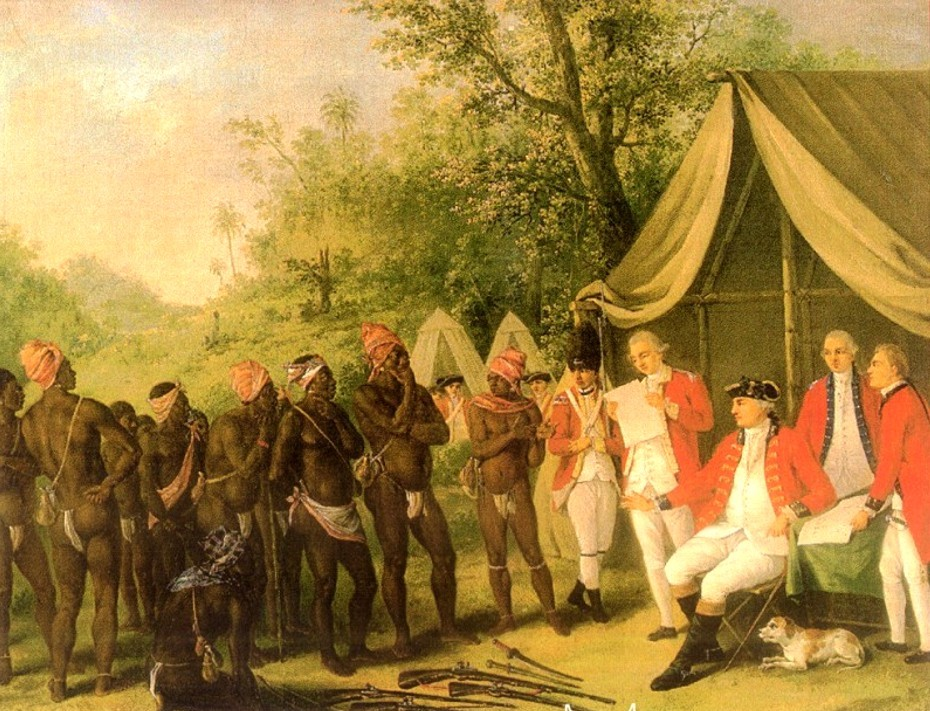
Negociaciones del tratado entre los caribes negros y las autoridades británicas en la isla caribeña de San Vicente (1773) pintado por Agostino Brunias.

Tras el apoyo español en la independencia de los Estados Unidos de Gran Bretaña ratificada en el tratado de París (1783), Gran Bretaña obtuvo algunas compensaciones en La Baliza a cambio de desistir definitivamente de sus pretensiones en Mosquitia, islas de la Bahía y demás islas como San Andrés, Providencia y Santa Catalina (actual Colombia). Estos términos se ratificaron en la convención de Londres (1786).
La alianza franco-española dio lugar a una nueva guerra anglo-española (1796-1802). Mientras que en febrero de 1797 España perdía isla Trinidad (actual Trinidad y Tobago), en marzo los ingleses deportaron a entre 2.000 y 5.000 garífunas rebeldes desde la colonia de San Vicente (actual San Vicente y Granadinas) a isla Roatán. El intendente de Honduras mandó una expedición dirigida por José Rosi y Rubio para recobrar la soberanía española de las islas, que quedó restablecida el 17 de marzo de 1797. Los garífuna solicitaron asilo en los territorios centroamericanos españoles, asentándose primero en Trujillo y después a lo largo de la costa. 

#### SigloXIX
Tras los tratados que pusieron fin a las guerras Napoleónicas, Fernando VII firmó un nuevo tratado con Gran Bretaña el 28 de agosto de 1814, que ratificaba el de 1796.

### Honduras

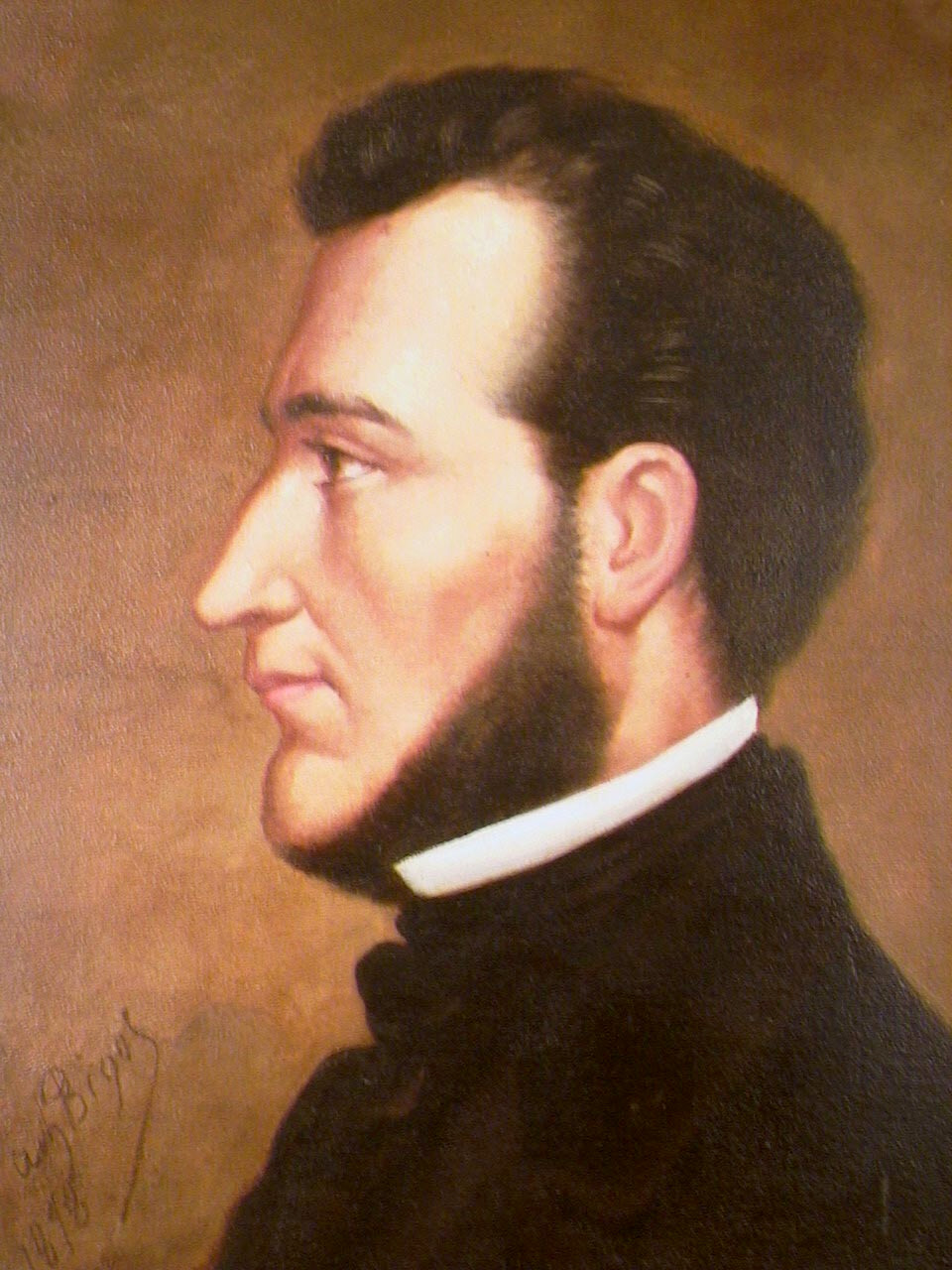
Francisco Morazán, Presidente de Centroamérica

Después de la independencia de Centroamérica de España se sucedió un periodo de inestabilidad política en el que Honduras se adhirió primero en el primer imperio mexicano (1821-1823) y después a las Provincias Unidas del Centro de América para finalmente constituirse dentro de la República Federal de Centroamérica (1824-1841). 
Sin embargo, las pretensiones inglesas sobre las islas no cesaron durante este periodo. Ante el control de facto sobre la Honduras británica (actual Belice), cuya extensión iba acrecentando a costa de Guatemala y la influencia sobre Miskitia, el rey Jorge IV concibió la unión de estos dos territorios. En mayo de 1830 el superintendente de Honduras británica invadió Roatán, declarando unilateralmente su anexión al imperio británico con la excusa de perseguir a unos esclavos fugitivos. Las protestas llevadas a cabo por el gobierno de Francisco Morazán ante este incidente diplomático lograron la restitución de la soberanía hondureña de las islas.

#### Ocupación británica (1838-1859)

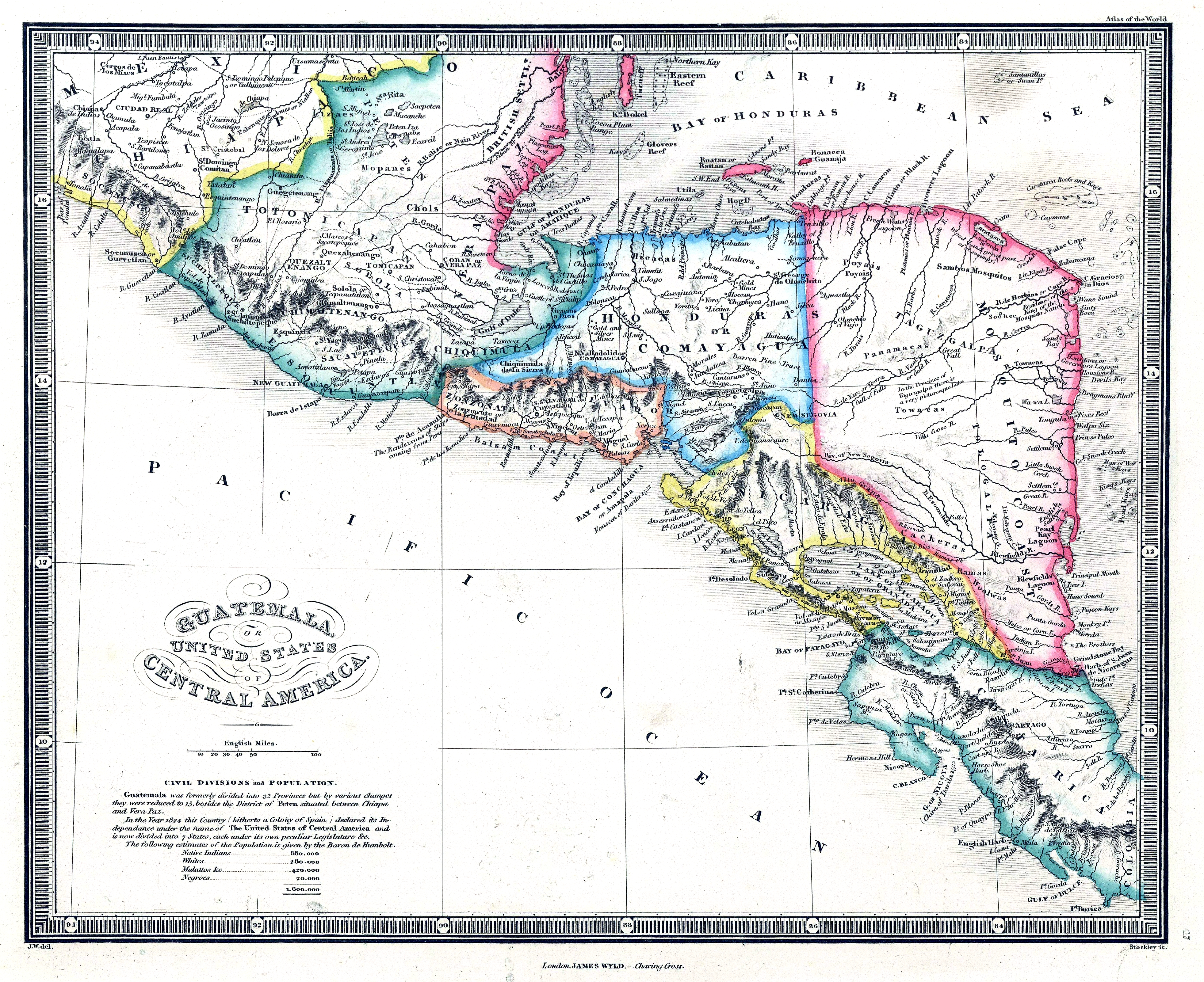
Territorios reclamados por el imperio británico en Centroamérica a mediados del en rosa.

Bandera de la colonia de Islas de la Bahía. La bandera también fue utilizada en el por el gobernador de Honduras británica (actual Belice)

En 1821, cuando las provincias centroamericanas lograron la Independencia de Centroamérica del Imperio español, las islas de la Bahía estaban bajo la jurisdicción de la República de Honduras. Esta situación se prolongó hasta mayo de 1830, cuando el superintendente del establecimiento británico de Honduras británica (actual Belice), como medida de coerción contra Honduras, que se había negado a entregar a ciertos esclavos fugitivos, hizo una incursión en Roatán y se apoderó de ella en nombre de la corona británica. Las autoridades federales protestaron y el acto fue desautorizado por el gobierno británico.
Sin embargo, los superintendentes de Belice parecen haber estado muy pendientes de las islas y de encontrar un pretexto para ponerlas bajo su propia jurisdicción. En 1838, sus deseos se vieron parcialmente satisfechos. Un grupo de esclavos liberados de las islas Caimán llegó a Roatán para establecerse. El coronel Loustrelet, el comandante, les informó que no podían hacerlo sin el permiso del gobierno estatal de Honduras.
Algunos de ellos solicitaron y obtuvieron el permiso necesario, y recibieron concesiones de tierras. Pero otra parte, incitada por uno o dos hombres blancos entre ellos, apeló, como súbditos británicos, al superintendente de Belice, el coronel Macdonald, quien inmediatamente visitó la isla, en la balandra de guerra británica Bover, arrió la bandera de Honduras y, apresando al coronel Loustrelet y sus soldados, los desembarcó cerca de Trujillo y los amenazó de muerte si se atrevían a regresar. Las protestas contra la invasión británica de las islas efectuadas por el primer gobierno de Francisco Ferrera carecieron de respaldo internacional y fueron desoídas por el gobierno de la reina Victoria.
Mientras tanto, se produjo la disolución de la República Federal de Centroamérica y el nuevo débil Estado de Honduras se quedó solo para oponerse a estas acciones hostiles. Su gobierno protestó enérgicamente, pero sin obtener reparación; y finalmente, en 1844, el gobierno británico dio instrucciones al señor Chatfield, cónsul general, para que informara a las autoridades hondureñas de que "cuando el coronel Macdonald arrió la bandera de ese Estado en Roatán, fue por orden del gobierno británico... ningún acto de soberanía siguió a los procedimientos de Macdonald". Mientras tanto, los habitantes de las Islas Caimán continuaron emigrando a Roatán y, en 1848, la población ascendía a más de 1000 personas.

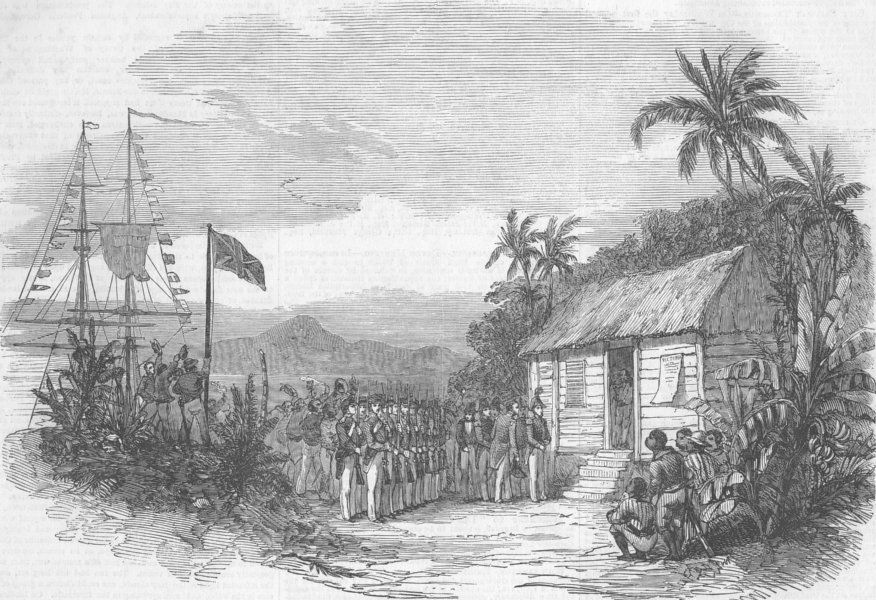
Grabado de 1853 donde tropas británicas celebran el primer aniversario de la anexión del archipiélago al imperio británico.

En 1850, los británicos organizaron las islas Roatán, Guanaja, Barbareta, Helena, Morat y Utila en una colonia bajo su dominio, llamada Islas de la Bahía.
Un pequeño partido en la isla, favorable a los intereses británicos, se esforzó activamente por conseguir la protección inglesa. "Cuando el capitán Mitchell, de Inglaterra, los visitó en 1850, los describió como "que elegían a sus propios magistrados por sufragio universal" y "que ignoraban completamente bajo qué gobierno estaban colocados". Un tal señor William Fitzgibbon era presidente de la Corte Suprema y magistrado jefe interino. En algún momento de ese año, el partido británico redactó una petición dirigida al gobernador de Jamaica, pidiéndole que nombrara magistrados y asumiera la autoridad suprema en la isla.
En respuesta a esta petición, el capitán Jolly, a bordo del HMS Bermuda, fue enviado a las islas. Convocó una reunión de los habitantes y las declaró bajo la soberanía del Reino Unido. El presidente de la Corte Suprema Fitzgibbon protestó contra todo el procedimiento... A pesar de esta protesta, sin embargo, y con el apoyo de los cañones de Bermuda , las autoridades designadas por Sir Charles Grey se instalaron debidamente en las islas. Dos años después de esta ocupación, el 20 de marzo de 1852, se emitió una orden real que constituía las islas en una colonia, bajo la denominación de Colonia de las Islas de la Bahía, proclamación que hizo en Roatán el coronel Wodehouse, superintendente de Belice, el 10 de agosto de 1852.

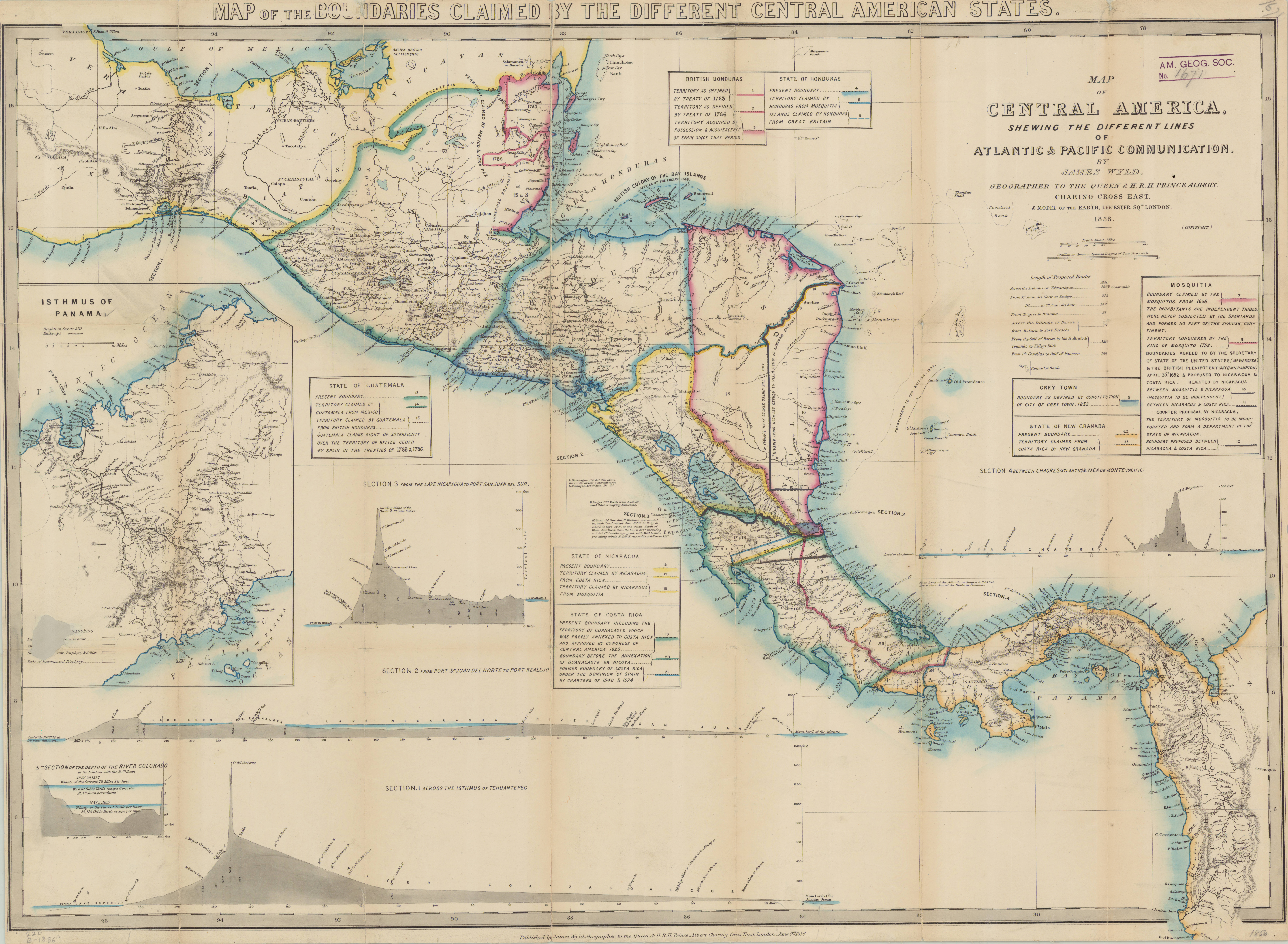
Mapa de América Central en 1856.

La proclamación de estas islas como colonia británica atrajo inmediatamente la atención de los Estados Unidos, donde fue considerada universalmente como una violación directa del acuerdo del 5 de julio de 1850, conocido como el Tratado Clayton-Bulwer (unido a otros hechos como la ocupación británica del puerto de San Juan (Nicaragua) y el protectorado británico en la Costa de los Mosquitos). Este tratado disponía que "los gobiernos de los Estados Unidos y de Gran Bretaña, ni uno ni otro, ocuparán, fortificarán, colonizarán o asumirán o ejercerán ningún dominio sobre Costa Rica, Nicaragua, la costa de Mosquitos o cualquier parte de América Central".
El asunto fue llevado a la atención del Congreso de los Estados Unidos, y el Comité de Relaciones Exteriores del Senado de los Estados Unidos, después de un estudio completo, informó "que las islas de Roatán, Bonacca, Utila, etc., en y cerca de la bahía de Honduras, constituyen parte del territorio de la república de Honduras, y por lo tanto forman parte de América Central; y, en consecuencia, que cualquier ocupación de estas islas por Gran Bretaña es una violación del tratado del 5 de julio de 1850". Estaba originándose un conflicto diplomático que se extendió en el tiempo y que en el peor de los casos podría ocasionar una guerra entre Estados Unidos y el Imperio británico.
El gobierno americano envió inmediatamente demandas en este sentido al del Reino Unido, y durante los años 1854-1856 se mantuvo una elaborada correspondencia entre el señor Buchanan, embajador americano en Londres, y Lord Clarendon, sobre el tema, pero sin ningún resultado satisfactorio. El Reino Unido aumentó rápidamente sus fuerzas navales en el mar Caribe, y Estados Unidos siguió su ejemplo rápidamente; y, durante un tiempo, la paz de los dos países dependió de la prudencia de unos pocos comandantes navales, que actuaban siguiendo órdenes necesariamente vagas e indefinidas.
En ese momento crítico, el gobierno de Honduras envió un ministro a Londres, quien sostuvo que la cuestión en disputa concernía principalmente a Honduras, y exigió la entrega de las islas, tanto como una medida de justicia hacia esa república como un medio de retirar una cuestión peligrosa entre los Estados Unidos y el Reino Unido, en la que cada uno se había comprometido públicamente más allá de su poder de retractación, y no podían quedar en evidencia.

Mapa de América Central en 1862.

Esta solución fue vista con agrado por ambas partes, y se alcanzó el Tratado de Managua firmado por Charles Lennox Wyke por el gobierno británico y Francisco Cruz Castro por el gobierno de Honduras el 29 de noviembre de 1859; por la cual las islas de la Bahía fueron puestas bajo la soberanía de esta última nación, con la reserva del juicio por jurado, la libertad de conciencia, etc., para los habitantes actuales.

"Considerando la posición peculiar geográfica de Honduras y en orden a asegurar la nentralidad de las islas adyacentes, con referencia al ferrocarril u otra línea de comunicación que pueda construirse a través del territorio de Honduras en la tierra firme, S. M. B. conviene en reconocer las islas de Roatán, Guanaja, Elena, Utila, Barbareta y Morat, conocidas por las Islas de la Bahía y situadas en la Bahía de Honduras, como una parte de la República de Honduras".

Honduras aceptó los principios de esta convención, pero el Congreso de Honduras vio con malos ojos algunos de sus detalles, por lo que la convención fue devuelta a Londres para que se le hicieran ciertas modificaciones. Se hicieron esos cambios y la "colonia de las islas de la Bahía" dejó de existir, y las islas junto con parte de la Costa de los Mosquitos pasaron a estar bajo la soberanía de Honduras.

#### Departamento de Islas de la Bahía

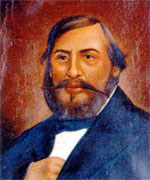
General José Santos Guardiola, Presidente constitucional de Honduras.

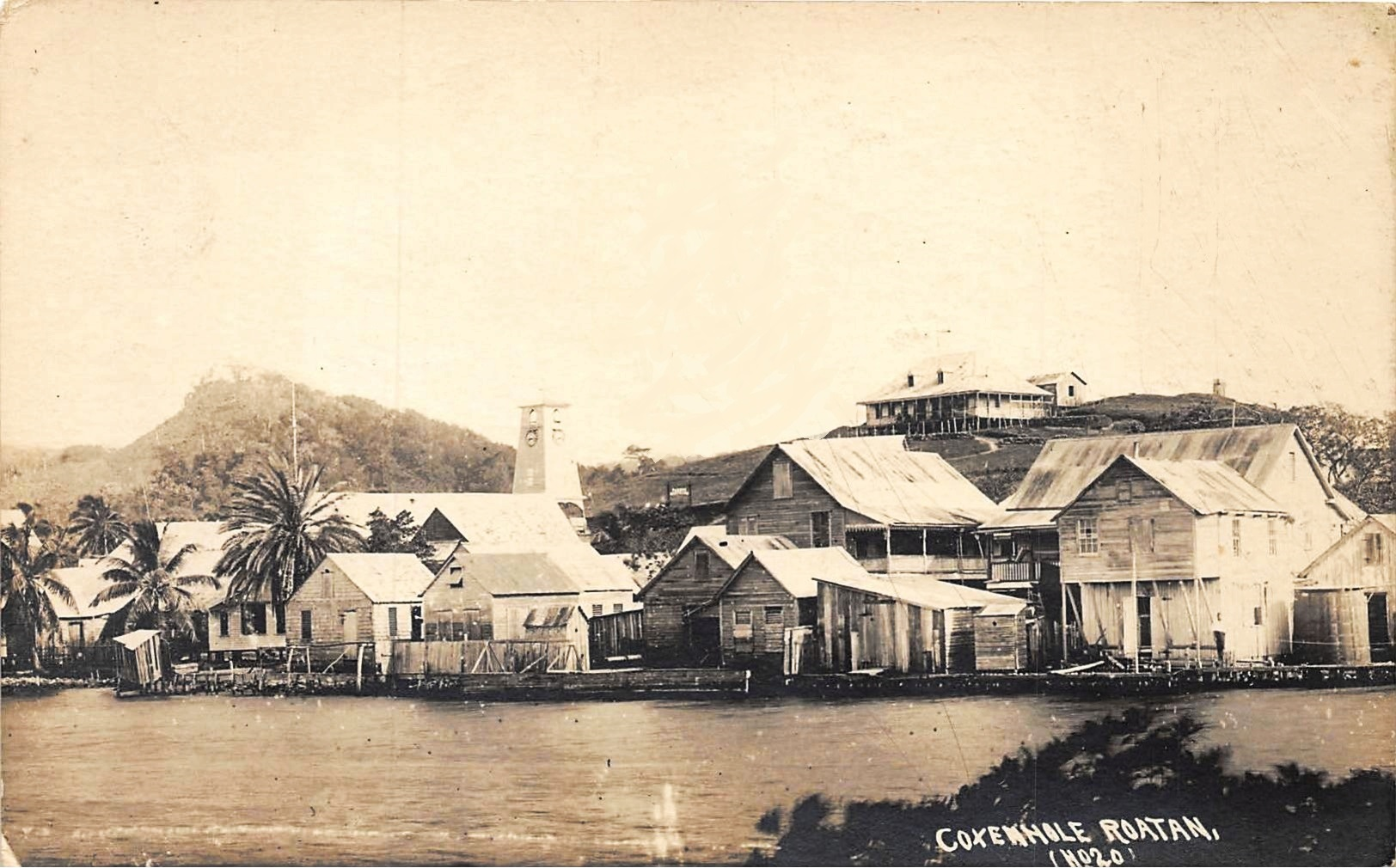
Vista costera de la ciudad de Roatán, situada en la isla homónima, es el centro administrativo de las Islas de la Bahía, Honduras. Postal con foto real de c. 1910-1920.

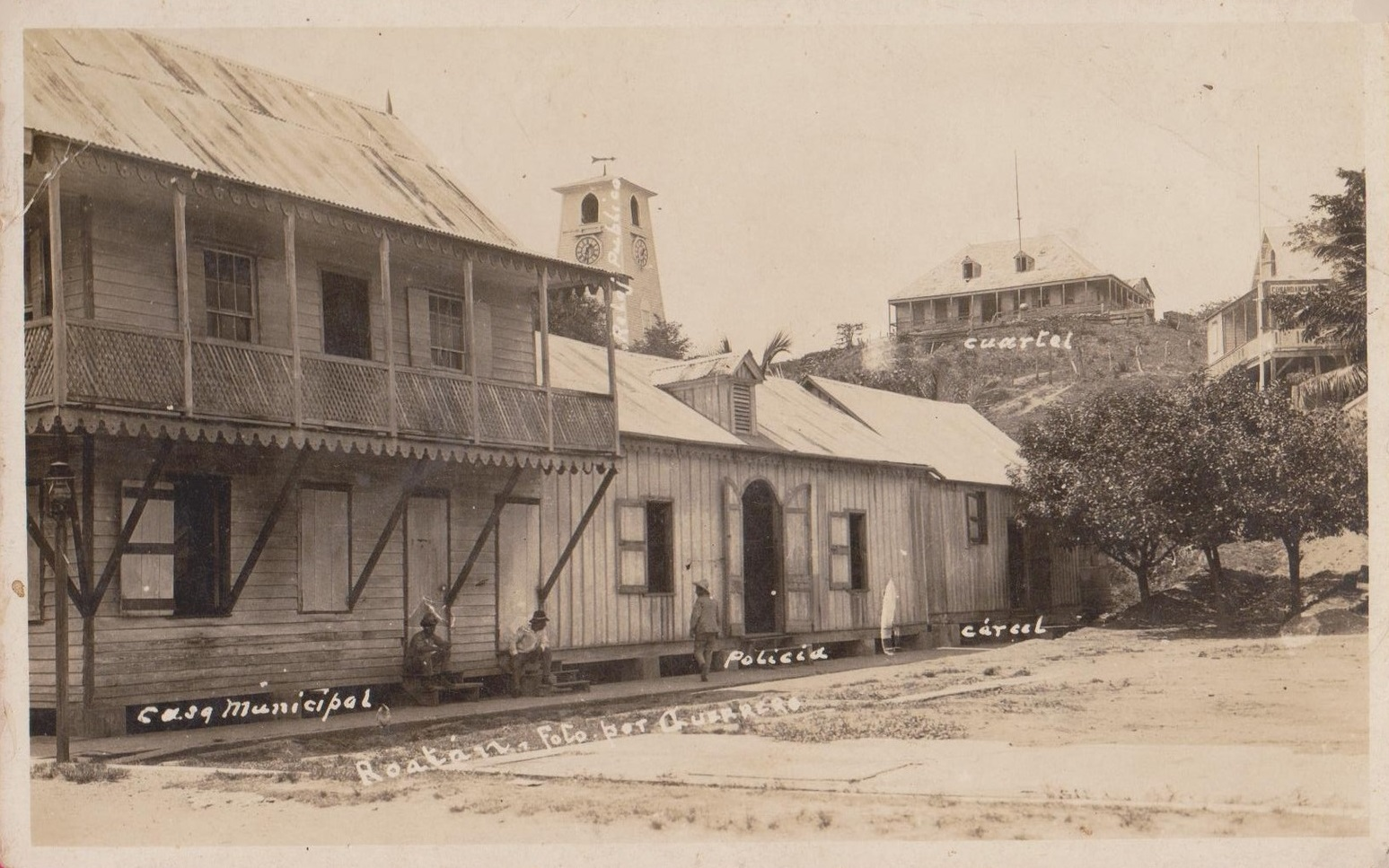
Foto postal de los años 1910 o 1920 que muestra una calle de la ciudad de Roatán.

Los colonos ingleses de las islas se rebelaron contra el acuerdo de 1859, financiando la intervención del filibustero o mercenario norteamericano William Walker. La expedición de Walker de 1860 fracasó, siendo fusilado por el ejército hondureño en 1860. La entrada en vigor del tratado tuvo lugar el 22 de abril de 1861, se llevó a cabo el cumplimiento del tratado, con el traspaso de las islas por el gobernador inglés Alexander W. Moir al comisionado hondureño R. Padilla Durán. Para hacer efectivo el tratado, el presidente, José Santos Guardiola emitió un decreto declarando a las Islas de la Bahía y la costa de La Mosquitia como parte integral del territorio hondureño. Francisco Bermúdez fue el primer gobernador político. 
Tras la ratificación de la soberanía hondureña de las islas se permitió la permanencia de los anteriores colonos británicos, que mantenían importantes lazos comerciales, sociales y culturales con las colonias del Caribe británico o Indias Occidentales Británicas. Los isleños, sintiéndose respaldados por el imperio británico, promovieron la diferenciación con los hondureños y la resistencia a la aculturación que pasaba por negarse a aprender el idioma español. El gobierno de José María Medina realizó concesiones para ganarse el favor de los isleños como la Ley de Inmigración de 1866 y ventajas para el puerto de Roatán. Sin embargo, la resistencia de los habitantes pasaba por desdeñar el pago de los impuestos, negarse a prestar hombres para las milicias y a considerar como abusos y arbitrariedades las disposiciones gubernamentales con informes como el del gobernador Federico Gahnem, 8 de abril de 1874. 
Durante el último tercio del siglo XIX se produjo el auge del comercio de bananas y cocos con el puerto estadounidense de Nueva Orleans. Las exportaciones ascendieron a cerca de US $300,000.00 acometiéndose mejoras en las instalaciones portuarias y el edificio del gobierno. Además, la isla de Roatán se declaró Puerto de Depósito el 28 de marzo de 1879. Bajo el gobierno del presidente Marco Aurelio Soto se hizo de las islas de la Bahía un verdadero departamento de la República, sujeto a sus leyes y partícipe de todas las mejoras que había establecido la nueva legislación y se le concedió la exención del impuesto territorial. De 1870 a 1895 el auge económico supuso el respaldo nostálgico a la difusión de ideas favorables a la segregación de Honduras y anexión como colonia o dominio en el por entonces decadente imperio británico. 

### SigloXX

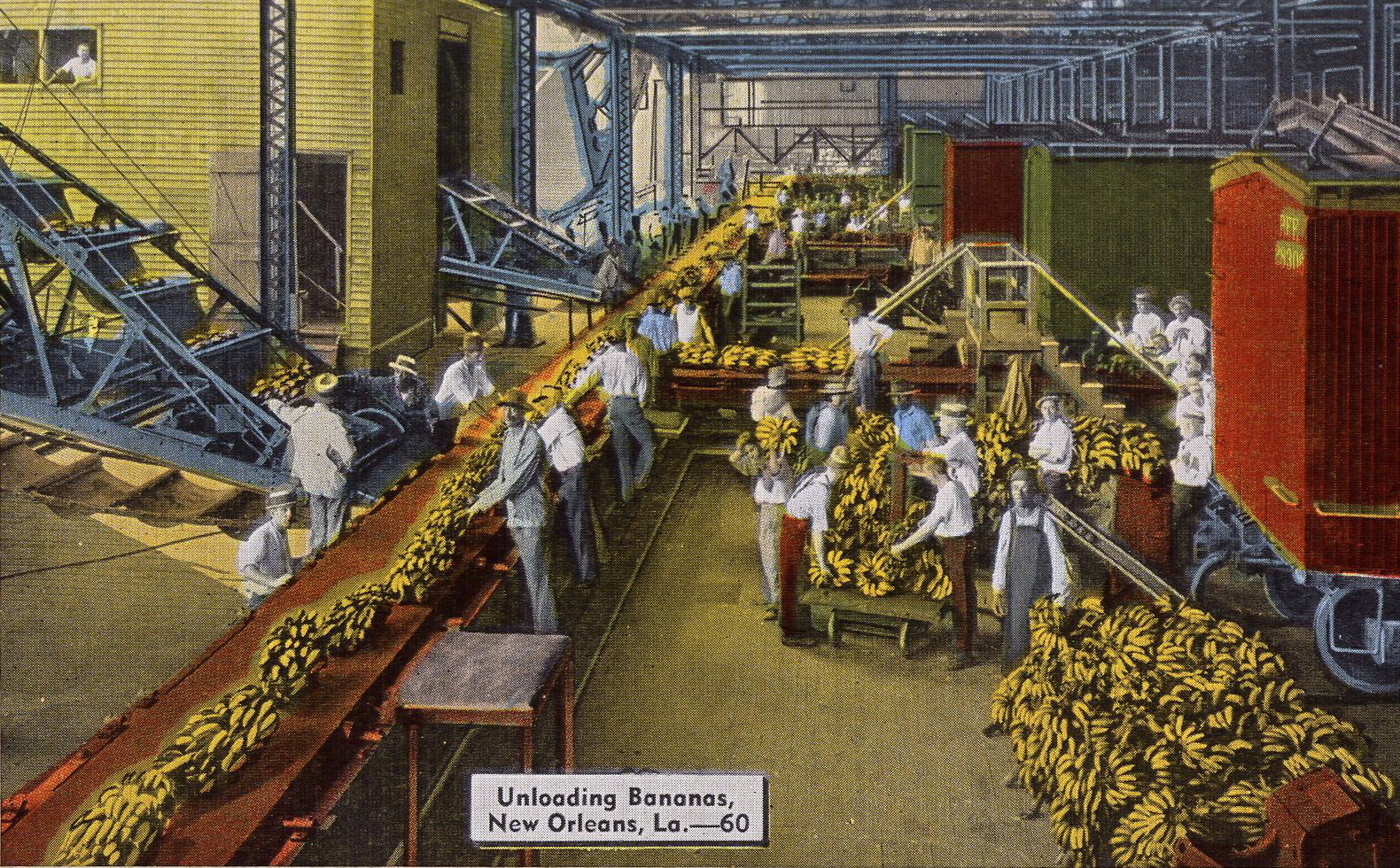
En el, los isleños trataron infructuosamente de revitalizar el comercio del banano con Nueva Orleans

A principios del siglo XX la economía entró en declive por la competencia de las grandes explotaciones bananeras de empresas norteamericanas en el resto del continente, quedando sólo los puertos de La Ceiba y Puerto Cortés dentro de las rutas del comercio de bananas. Algunos isleños continuaron aferrándose a su idea nostálgica de convertirse en colonia británica, practicando la religión protestante, y obteniendo incluso un traductor al inglés en la Gobernación Política hasta 1930. Los abusos de los isleños pasaron por aplicar tarifas a los propios hondureños si no eran residentes en las islas, cobrar aranceles ilegales para productos procedentes del resto de Honduras y el desprecio a la cultura centroamericana en particular e hispanoamericana en general.
A partir de la segunda mitad del siglo XX los procesos de descolonización del imperio británico tras la II Guerra Mundial supusieron el final del respaldo desde Reino Unido a las ideas en favor de Gran Bretaña y contrarias al gobierno de Honduras. 

### Sigloxxi
En la actualidad, las Islas de la Bahía son una importante región turística hondureña, recibiendo un tercio del turismo del país.

## Población

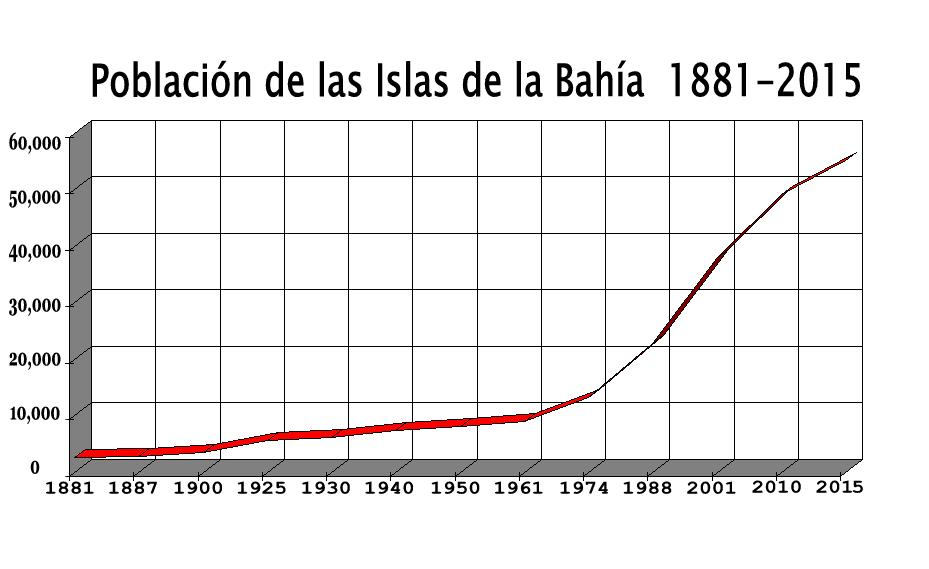
Población de Islas de la Bahía 1881 2015

La población de las Islas de la Bahía en 2010, según el INE Censo de Población y Vivienda, fue de 49,158. Islas de la Bahía, es el departamento con la menor población de la República de Honduras, 25,182 son mujeres y 23,976 son hombres. La densidad de la población es de 208 habitantes por km ²  con las mayores concentraciones en Roatán y Utila. A este ritmo se proyecta que la población de las Islas de la Bahía, contaría con aproximadamente 55,224 personas para el año 2015.
Roatán es el municipio con más habitantes, 29,636 en total. A este municipio le sigue el municipio, José Santos Guardiola con 11,090. Guanaja cuenta con 5,660, mientras que la población de Utila, según el último censo es de 2,772 personas. La tasa bruta de natalidad en Islas de la Bahía es de 34.3. La tasa de mortalidad, 4.3, mientras que la tasa de fecundidad es de 3.7. Por otro lado, la tasa de mortalidad infantil es de 24.7, mientras que la esperanza de vida en las islas es de 72.6 años (censo 2001). En el año 2001 el saldo migratorio refleja, 13,109 inmigrantes, por 3789 de emigrantes, dejando un saldo migratorio de 9,320.

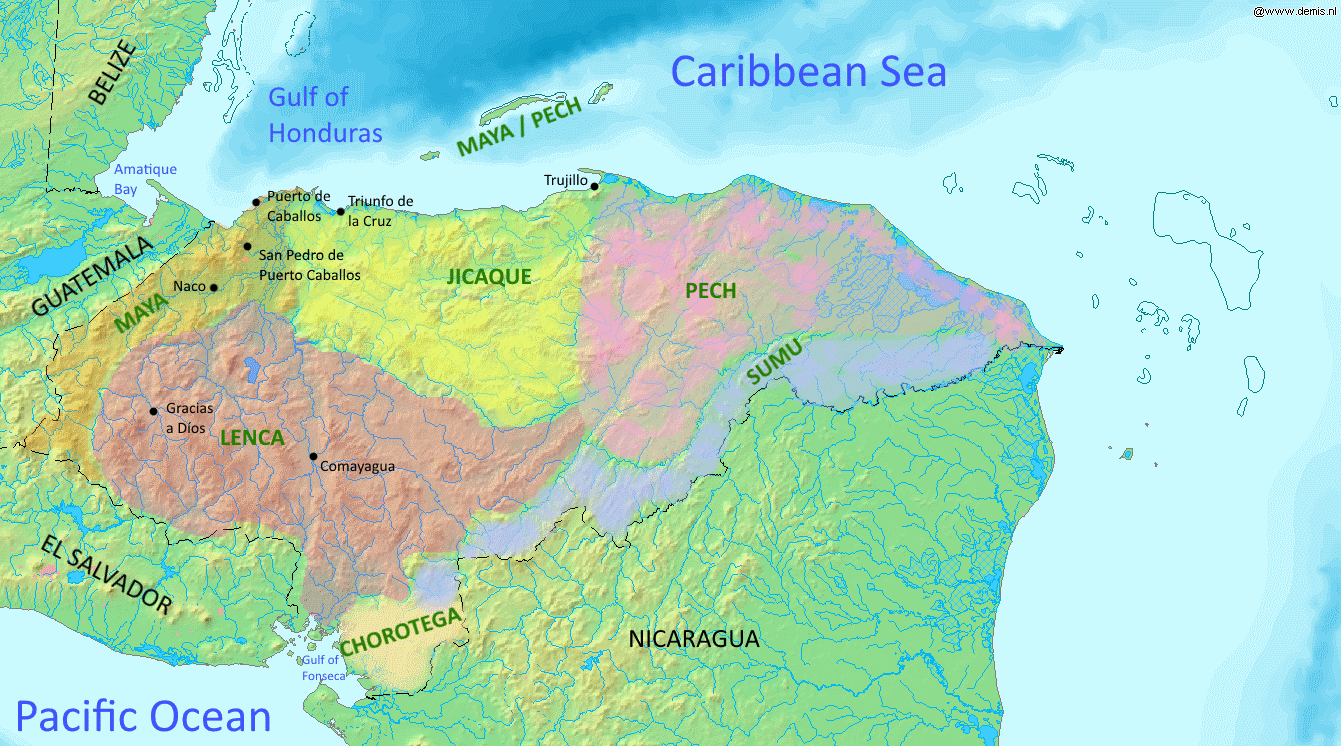
Pueblos indígenas en Honduras en el siglo

### Etnografía
Al igual que el resto del país se trata de unas islas de carácter multiétnico, multicultural y multilingüe. Tiene cuatro grandes familias étnicas: mestizos o blancos que son la mayoría, los indígenas, los garífunas y los criollo-anglohablantes. 

Un censo del año 2013 determinó que un 11,41% de la población de las Islas de la Bahía es blanca. El auge del turismo en Roatán ha supuesto que el 40% de su población sea de origen extranjero, en su mayoría canadienses, estadounidenses, británicos, checos, alemanes, italianos y neerlandeses.

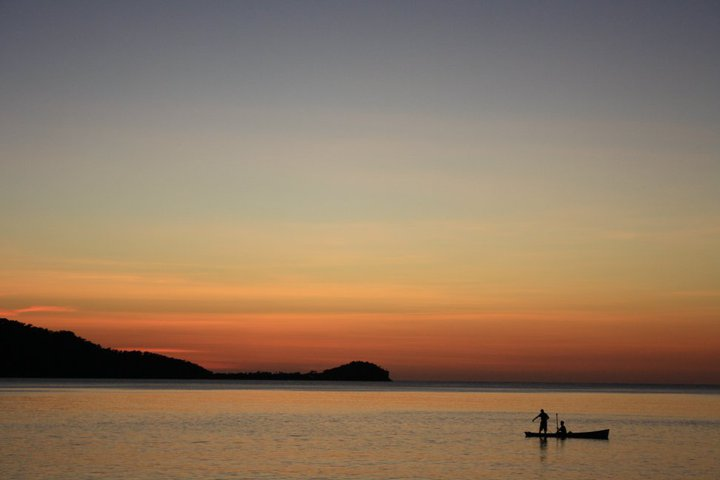
Pescadores garífunas. La pesca es una de las actividades más comunes de las personas negras en las islas.

Desde el siglo XVI desde la capitanía general de Guatemala se ordenó que las islas se mantuvieran deshabitadas para evitar el establecimiento de piratas de las naciones enemigas de España. Esto supuso el traslado forzoso de sus vecinos indígenas originarios. Sin embargo, hubo etapas de ocupación de las islas por los piratas ingleses, neerlandeses y franceses, quienes contaban con apoyo de indígenas leales como los maya o los miskito. A finales del siglo XVIII los garífuna fueron deportados de la colonia inglesa de San Vicente y se establecieron tanto en las islas como en el resto de las costas bajo soberanía española. 
El origen de los británicos en las islas se remonta a la inestabilidad política que precedió a la Independencia de Centroamérica, cuando desde la colonia de Jamaica se propició el establecimiento de colonos en las islas para favorecer la anexión de esta y otras regiones del Caribe español al imperio británico. De esta época data el establecimiento en las islas de negros procedentes de las colonias inglesas (anglo-antillanos) o francesas del Caribe. 
El tratado de Comayagua (1859) otorgó la ciudadanía hondureña a cuantos británicos hubiera establecidos en las islas, quienes mantenían fuertes lazos culturales, sociales y económicos con el imperio británico.

## Economía

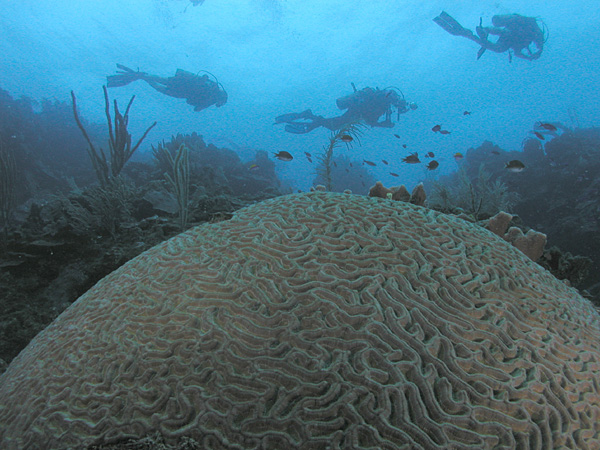
Buceo en las Islas de la Bahía

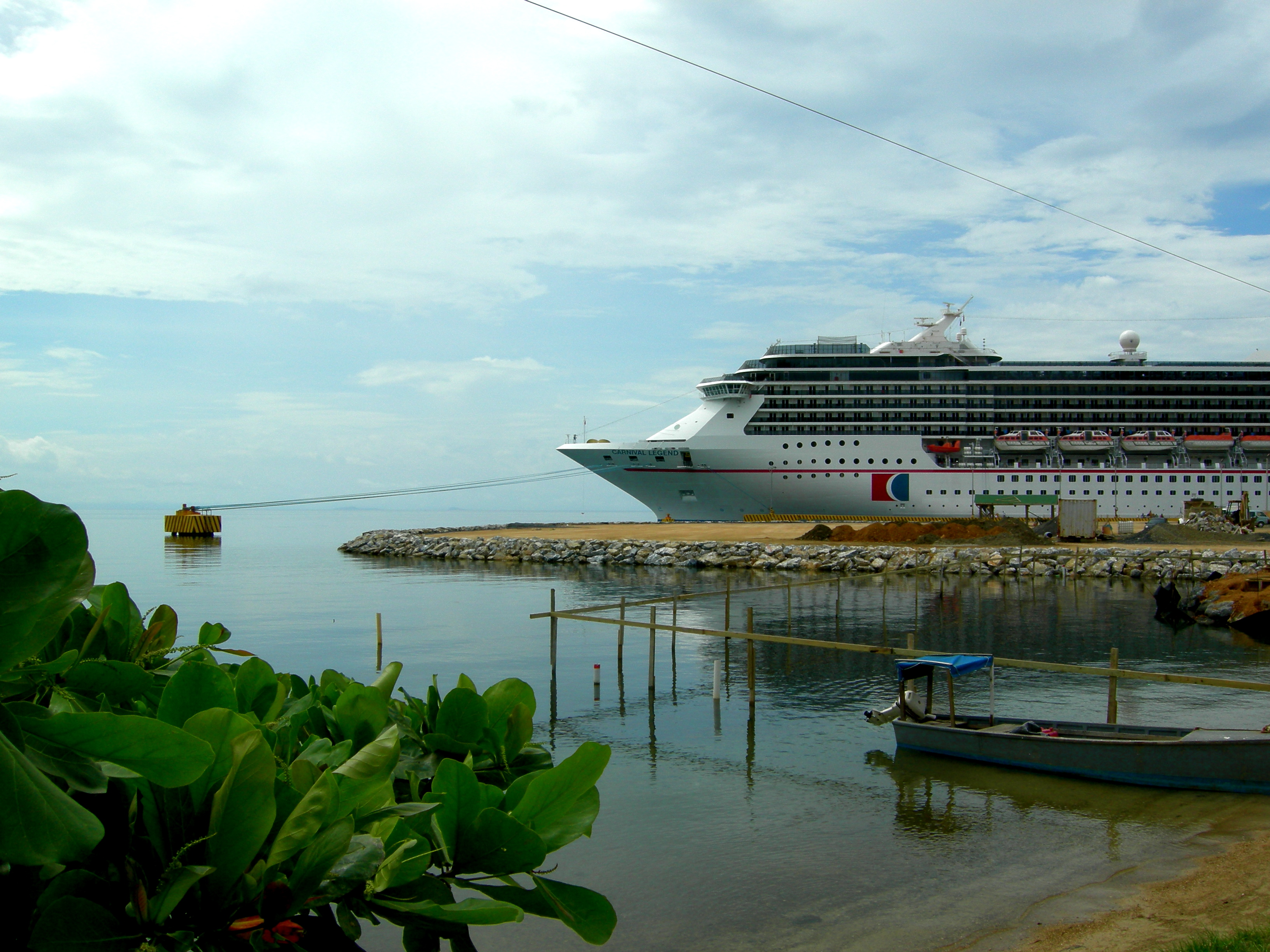
Un crucero en Roatán

Durante el siglo XIX la economía de las Islas de la Bahía estuvo basada en la producción y exportación del banano, producto que se convirtió en la base de economía hondureña en el siglo XX. Hasta mediados de la década de 1860 el principal destino era el puerto estadounidense de Nueva Orleans, lo que supuso el establecimiento del consulado de los EE. UU. en la isla de Utila. La New Orleans and Bay Islands Fruit Co. se hizo con el control de la producción y comercio del banano. Esta industria entró en declive en la década de 1880 debido a cambios en las políticas gubernamentales y pérdida de rentabilidad por la entrada en el mercado de la producción procedente de Omoa, Puerto Cortés, El Porvenir, La Ceiba, y Balfate. Con el auge de la producción del banano de los años 1920 los isleños trataron de revivir esta industria, pero sin éxito alguno.
Hasta el auge del turismo, el sector predominante de la economía isleña era la pesca, que produce más de 10 millones de dólares en ingresos para unas 800 familias de pescadores tradicionales de las islas.
En la actualidad, las Islas de la Bahía reciben cerca de un tercio de los turistas que visitan Honduras. Además de los más de 50.000 visitantes anuales atraídos por el buceo y la pesca deportiva y el recurso natural de su banco oceánico, los cruceros contribuyen hoy con unos 60.000 viajeros que desembarcan en las islas.El urbanismo de la isla se va transformando con grandes proyectos inmobiliarios como West End en Roatán, y el desarrollo de hoteles y resorts. 

## Política y administración

### Gobierno
Desde 1862 en adelante, las Islas pertenecen a Honduras, con funcionarios nombrados por el gobierno hondureño.

### Municipios

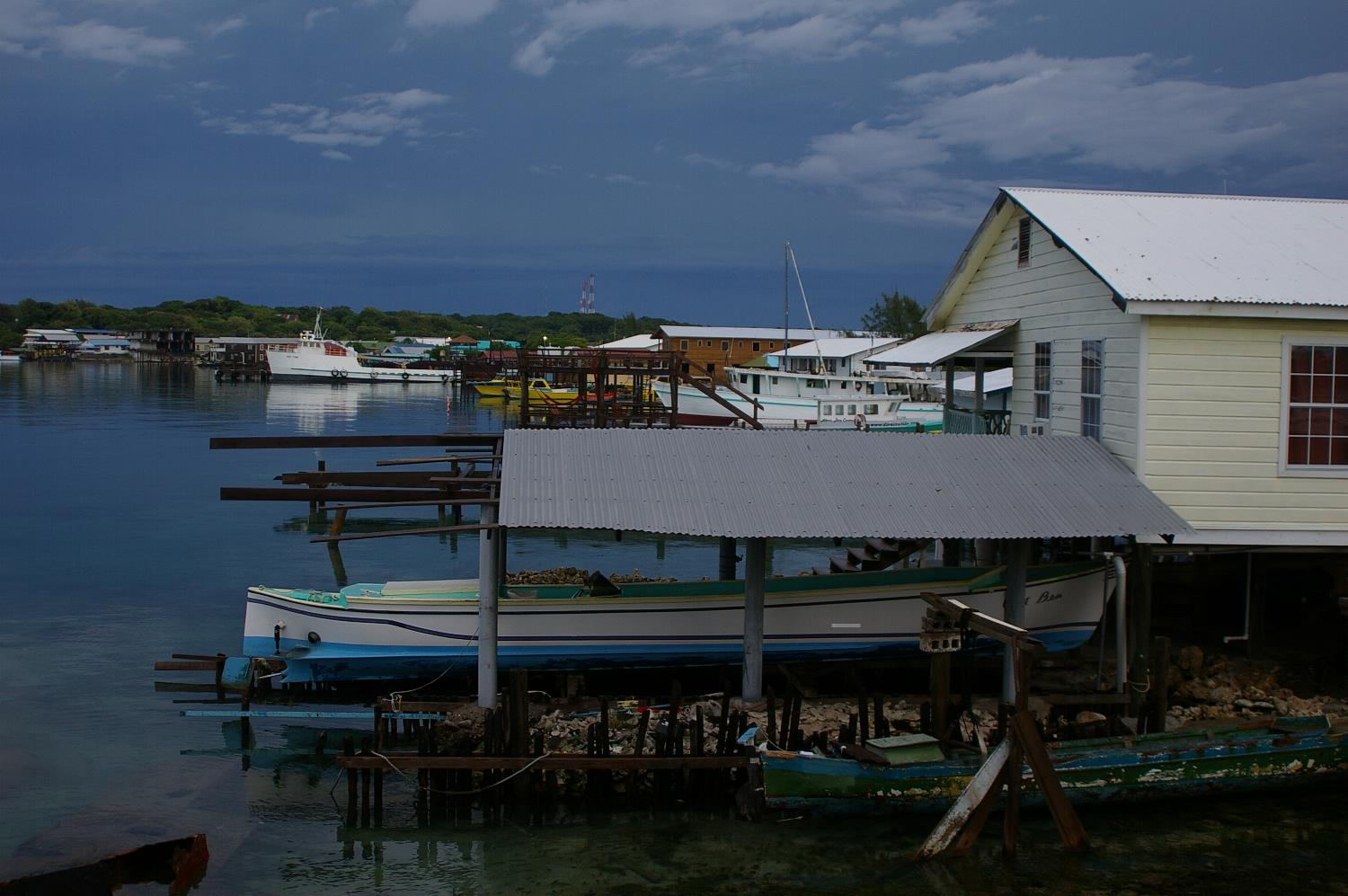
Municipio de Utila

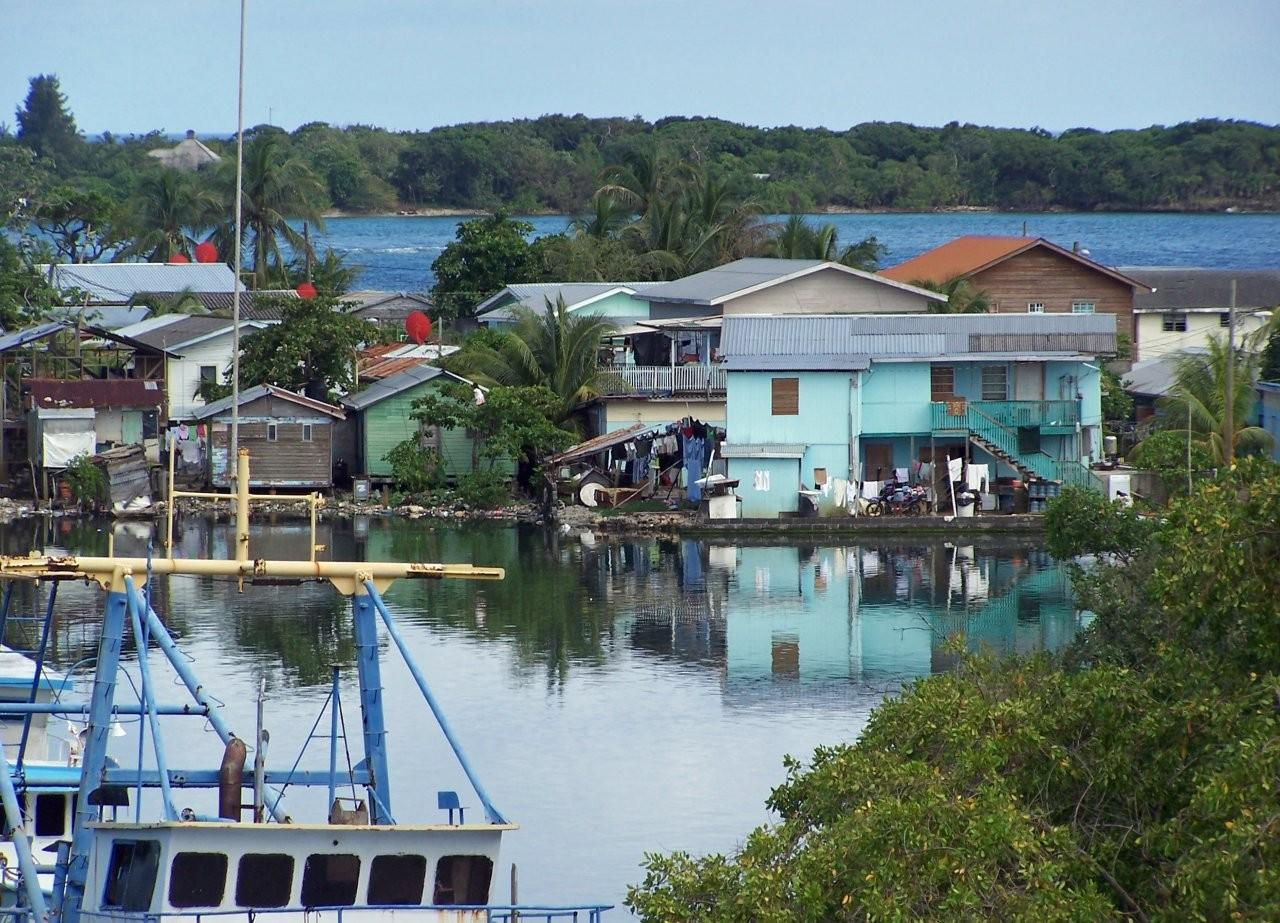
Municipio de Roatán

El departamento de Islas de la Bahía está formado por cuatro municipios: Roatán, José Santos Guardiola, Guanaja y Utila. Su capital es la ciudad puerto de Roatán antiguamente conocida como Coxen Hole.
El municipio de Roatán fue fundado el 14 de marzo de 1872, luego de la creación del departamento de Las Islas de la Bahía. Este municipio limita al norte, sur y oeste por el Océano Atlántico y al este por el Municipio José Santos Guardiola. Tiene una extensión territorial de 91,3 km². Cuenta con 8 aldeas y 26 caseríos y una población aproximada de 20.000 habitantes. Roatán festeja su feria patronal el 31 de julio, día de San Ignacio de Loyola.
El municipio José Santos Guardiola, ubicado también en la isla de Roatán fue creado en 1960, a solicitud de los vecinos de las aldeas de Oak Ridge, Punta Gorda, Bodden Bight, Jones Ville, Calabash Bight, Santa Elena y varios caseríos. Su extensión territorial es de 64,6 km² y limita al norte, sur y este por el mar Caribe y Oeste con el municipio de Roatán. Su nombre le fue dado en honor al presidente constitucional de Honduras (1856-1862) José Santos Guardiola.
Al municipio de Guanaja, descubierto por Cristóbal Colón el 30 de junio de 1502, se le dio la categoría de municipio "por acuerdo de la Gobernación Política Departamental, fechado el 25 de agosto de 1887, en representación del Supremo Poder Ejecutivo, se estableció definitivamente el Municipio de Guanaja, con jurisdicción propiamente en la Isla de Guanaja y los cayos vecinos que en forma de media luna se extienden desde Cayo Suroeste, hasta East End, que por su orden son: Cayo Suroeste, Cayo Hog, Cayo Pond, Cayo Flower Pot, Cayo Catherinne, Cayo Medialuna, Cayo Channel, Cayo Crown, Cayo Clark, Cayo Stuart, Cayo Joash, Cayo Jones, Cayo Hendricks, Cayo George y Cayo Noreste." Este municipio tiene una extensión territorial de 55,4 km². Está constituido por 4 aldeas y 27 caseríos.
El municipio de Utila, la más pequeña de la Islas de la Bahía pudo habérsele dado la categoría de municipio en 1880.  Este municipio rodeado por el mar Caribe, es el más cercano a tierra firme (18 kilómetros de Honduras). Su extensión territorial es de 49,3 km². La mayoría de la población, que va alrededor de 6500 personas, vive en y en los alrededores de Eastern Harbor o el pueblo de Útila. Útila celebra su feria patronal El 15 de agosto, día de la Virgen del Tránsito.

## Galería

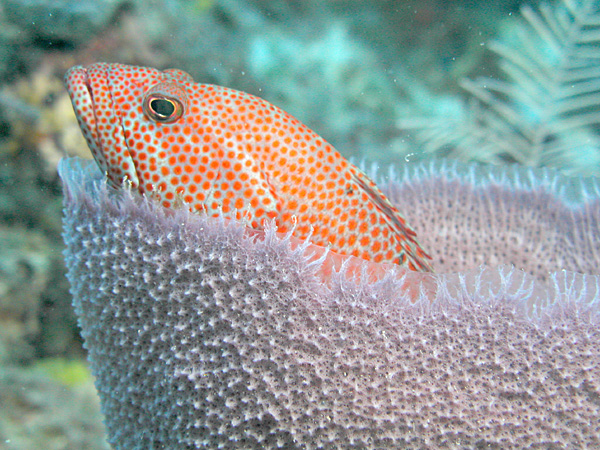
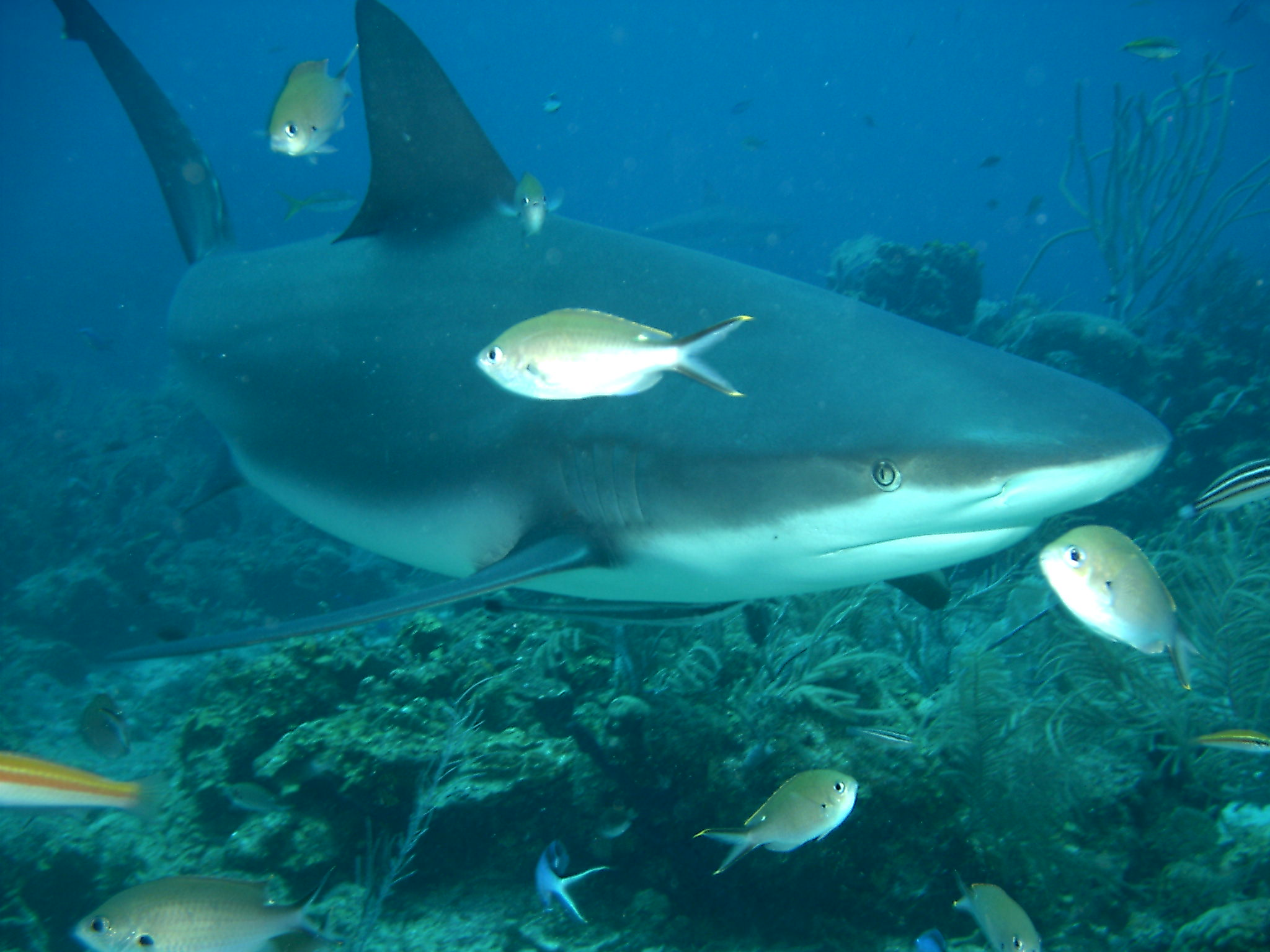
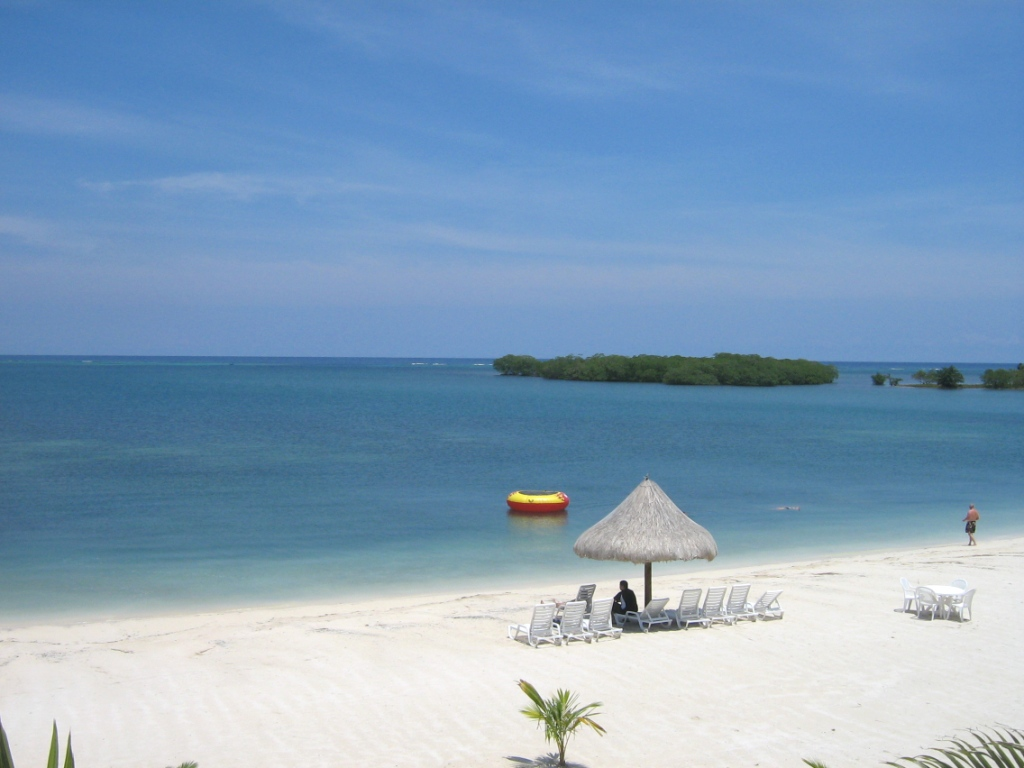
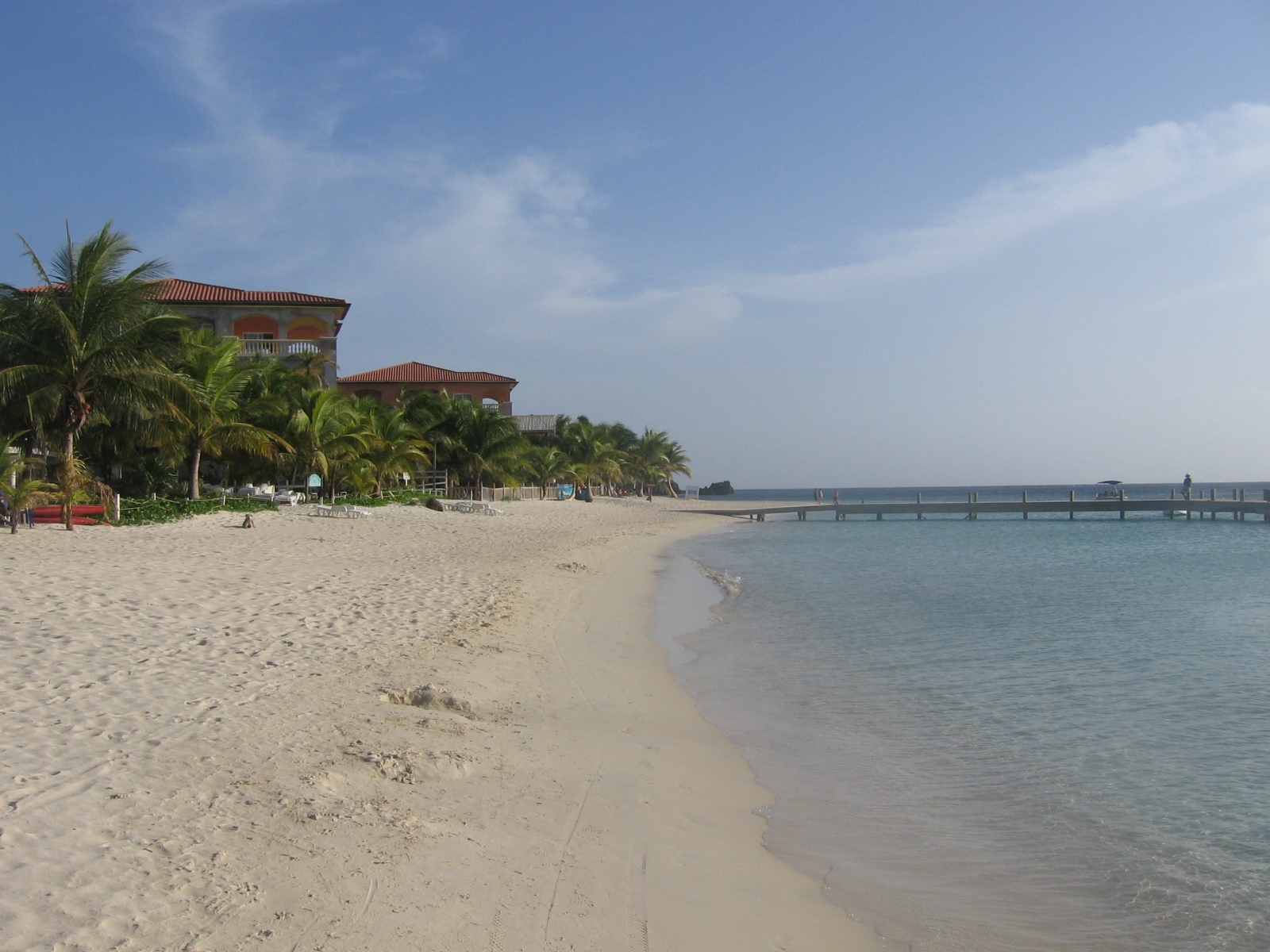
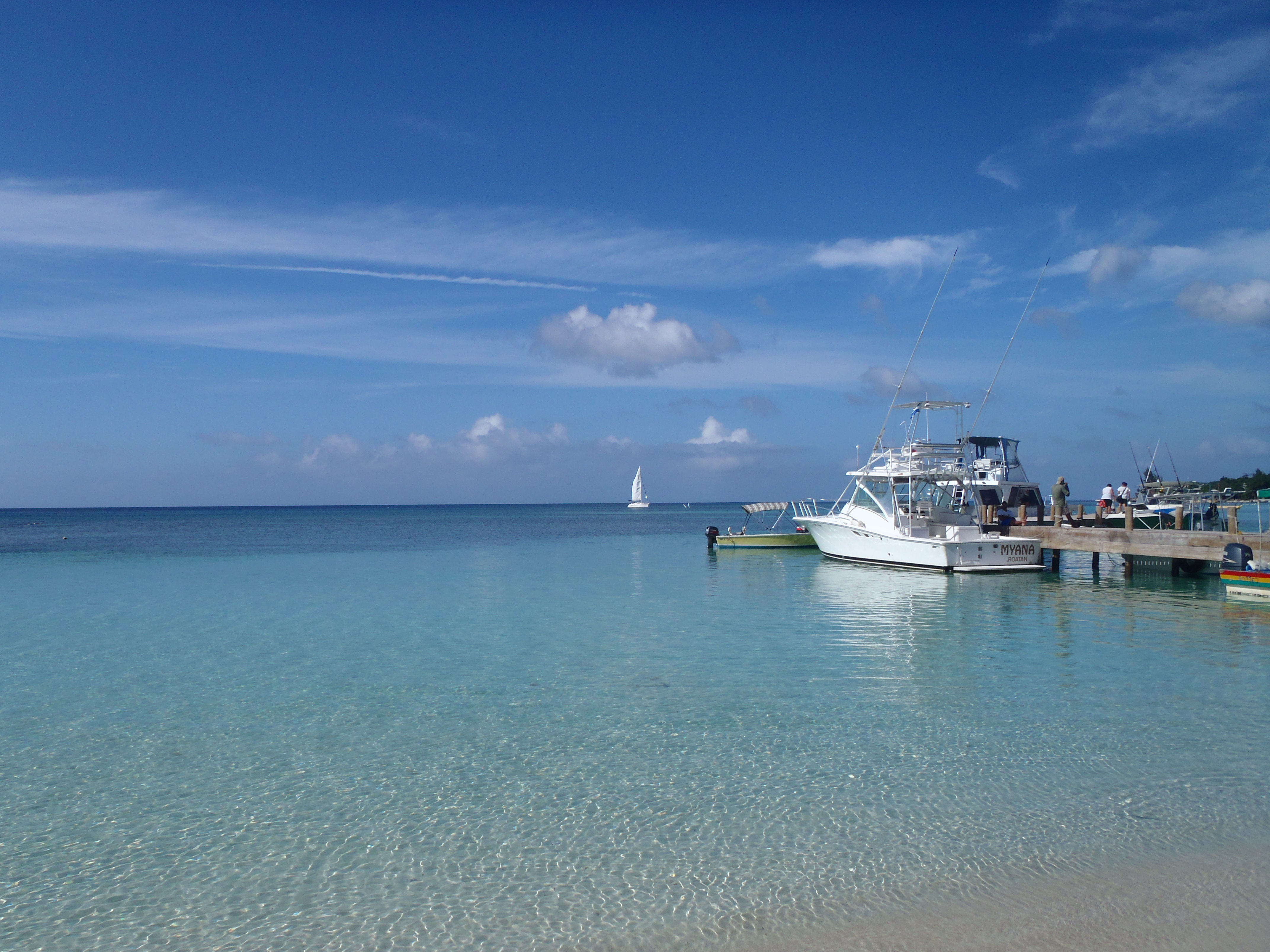
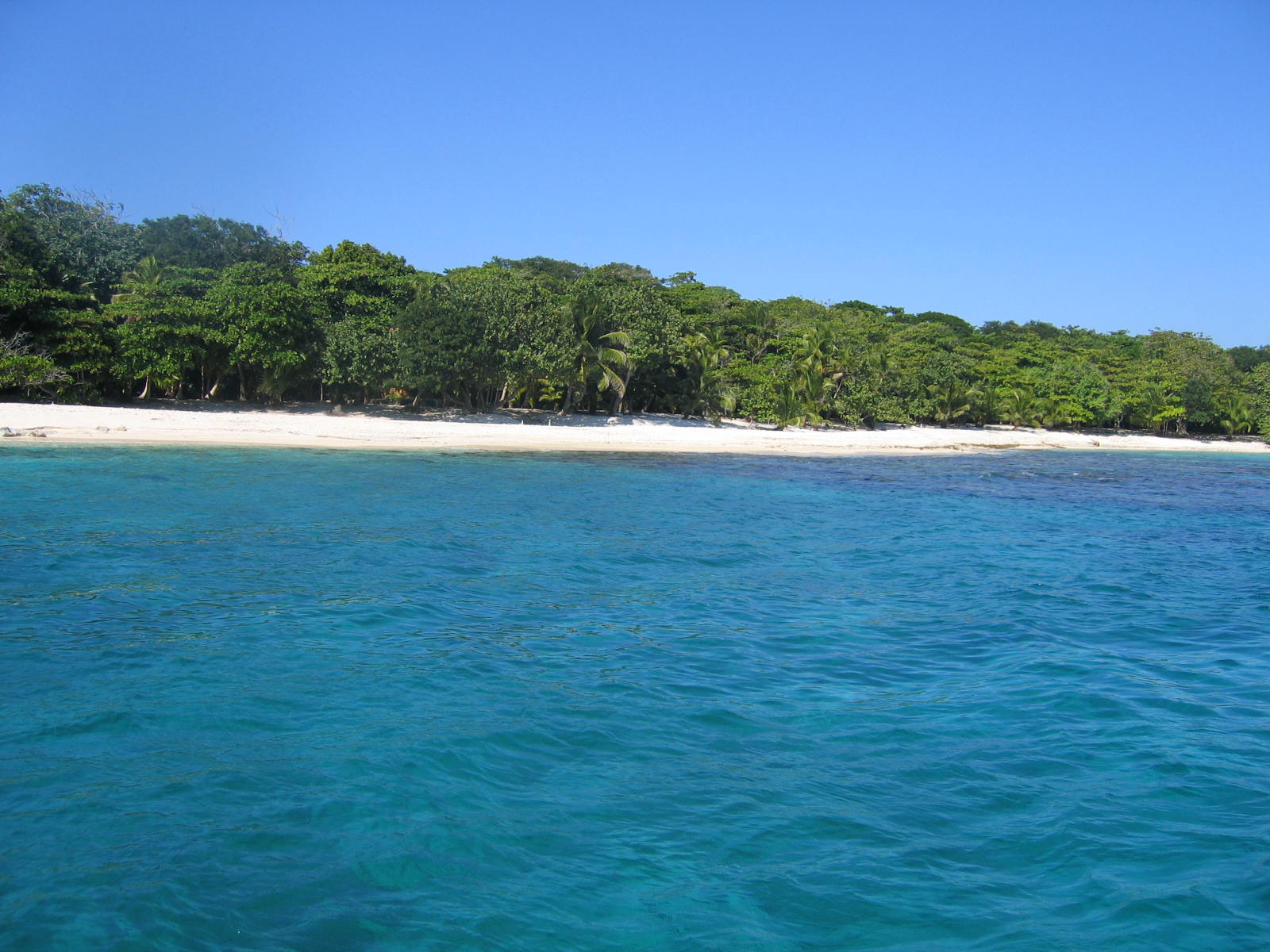
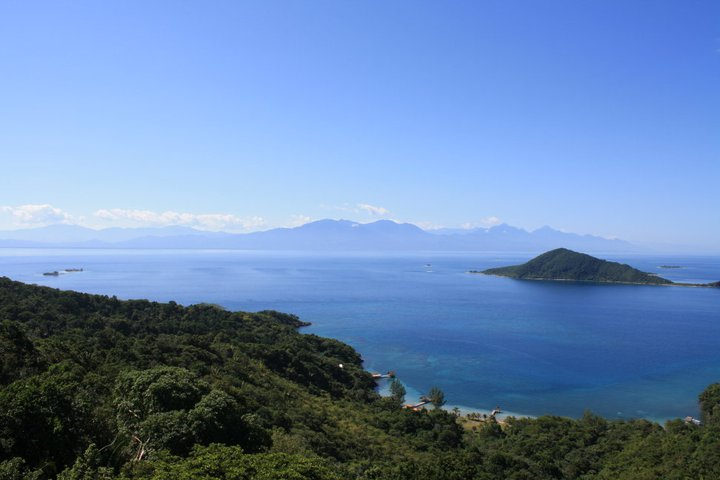
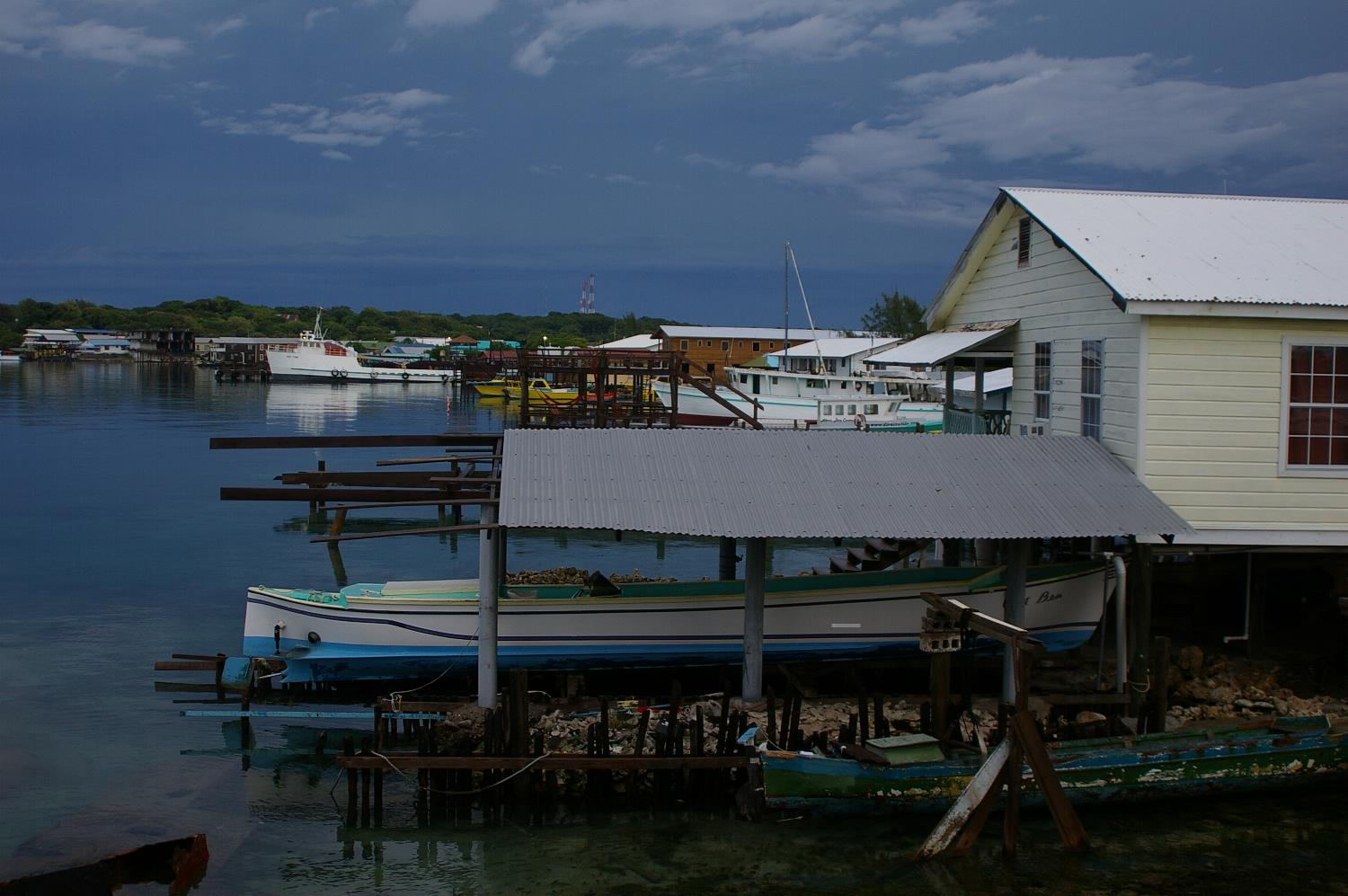
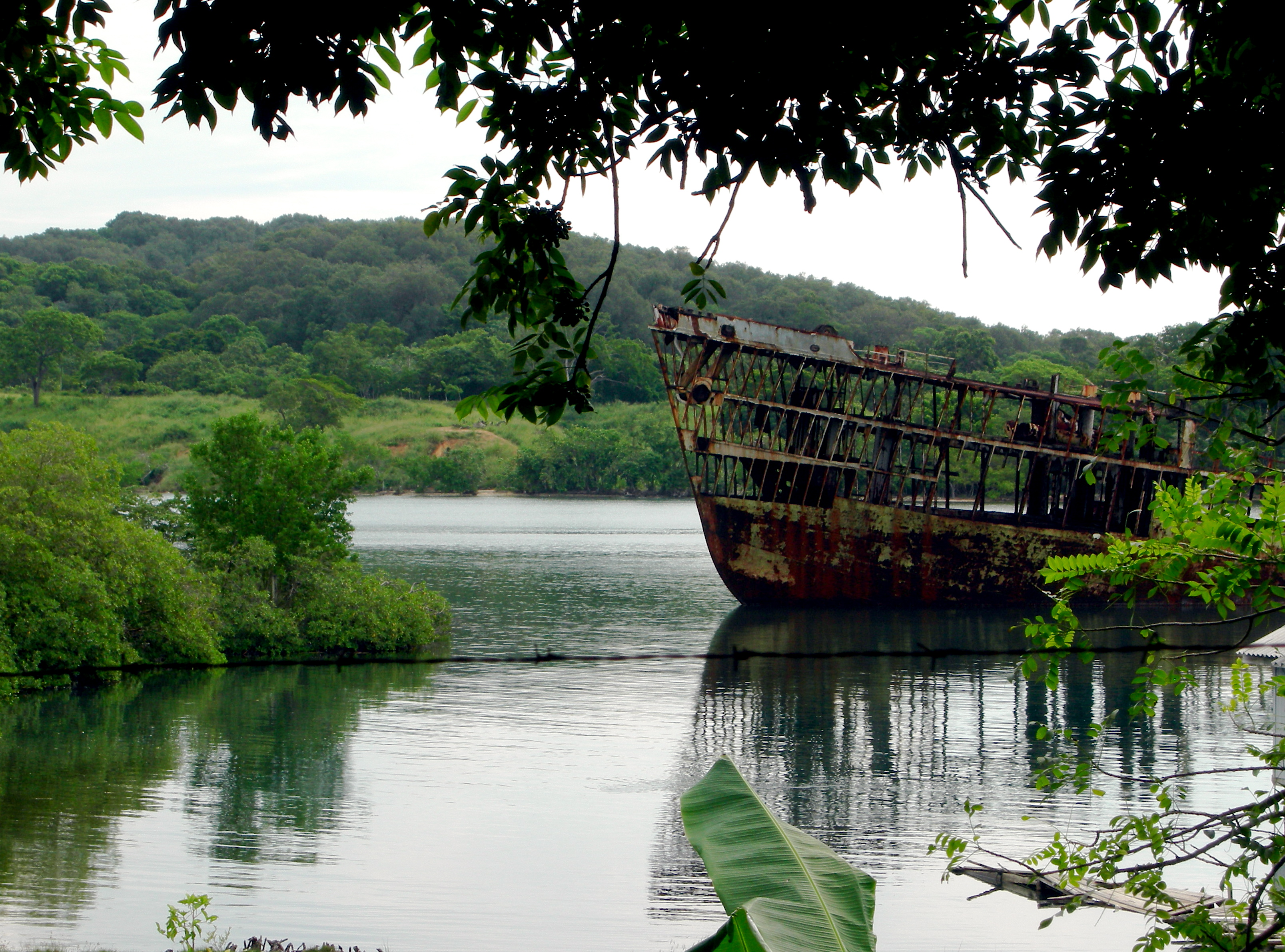
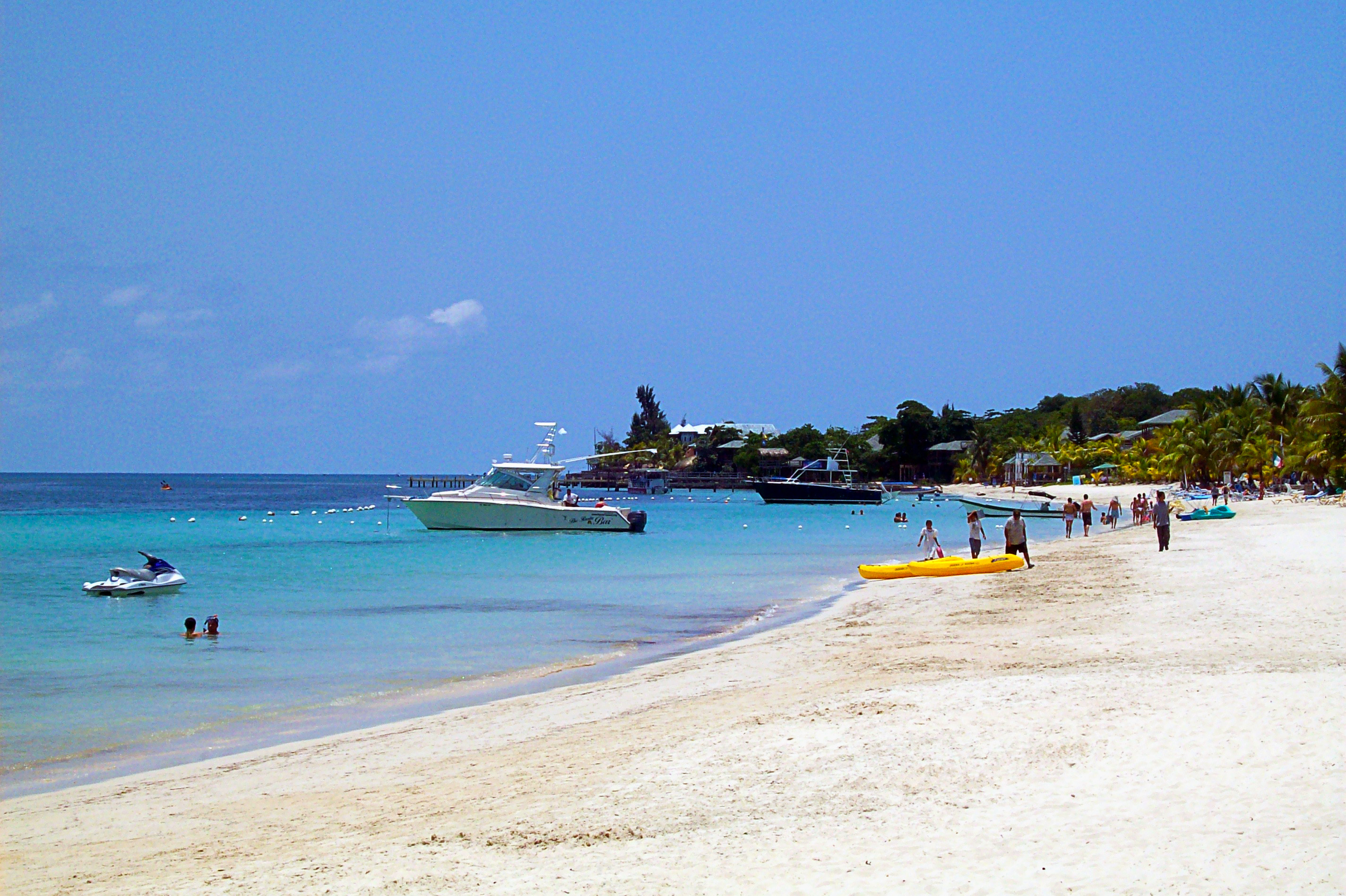
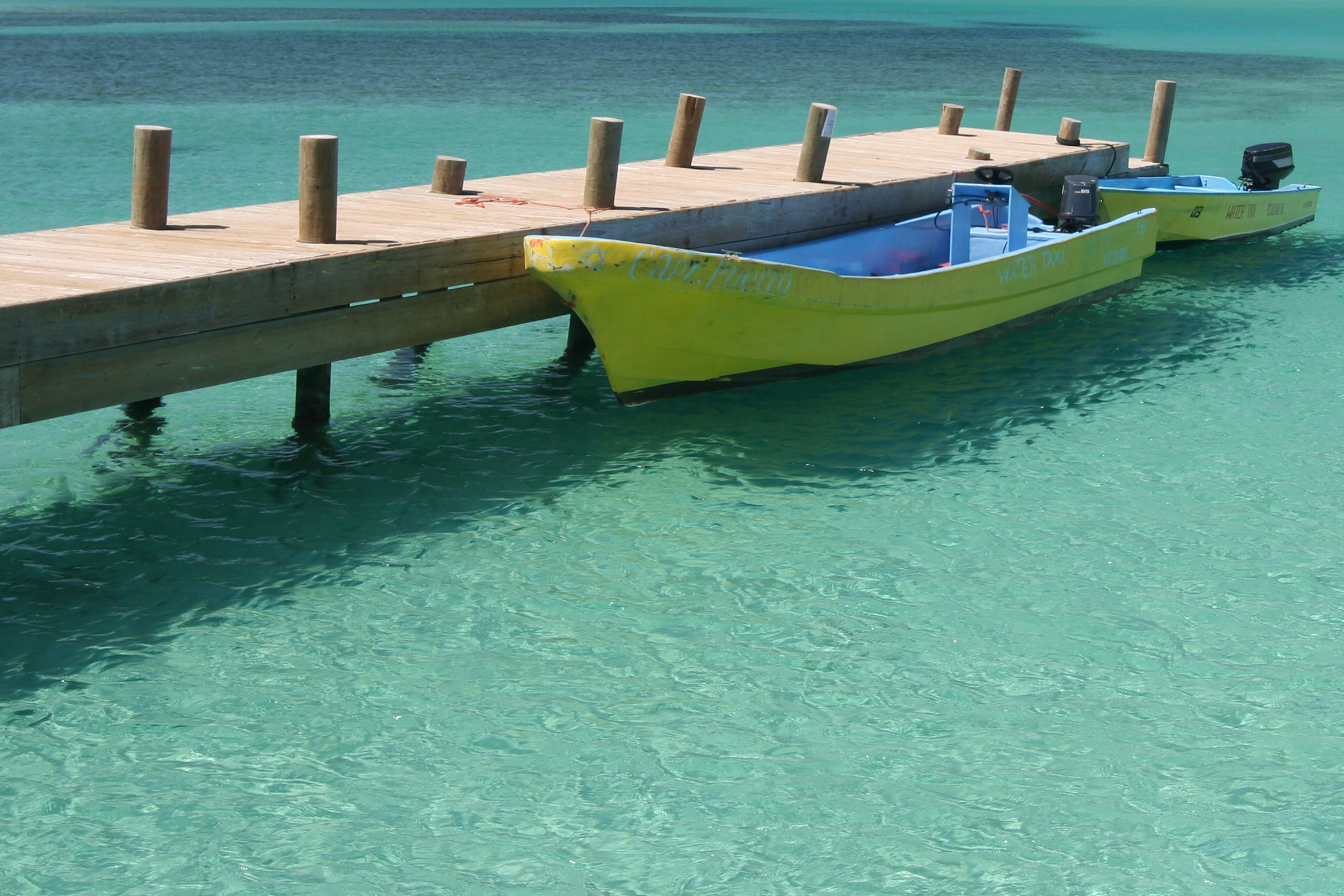

#### Tabla de municipios
| Municipio                                  | Descripción                            | Localidad más importante | Área (km²) | Población censo de 2012 |
| ------------------------------------------ | -------------------------------------- | ------------------------ | ---------- | ----------------------- |
| 1. Municipio de Guanaja                    | Isla Guanaja                           | Bonnaca (localidad)      | 55,4       | 8.300                   |
| Guanaja                                    |                                        | Savannah Bight           | 54         | 4300                    |
| Cayos Guanaja                              |                                        | Bonnaca (localidad)      | 1,4        | 4000                    |
| 2. Municipio J. Santos Guardiola           | Este de la isla Roatán, JonesVille     | Oak Ridge                | 57,3       | 17.950                  |
| este de la isla Roatán                     |                                        | Oak Ridge                | 50         | 17940                   |
| Isla Barbareta                             |                                        | Playa Barbareta          | 6          | 10                      |
| Isla Santa Elena, Isla Morat, Cayos Pigeon |                                        |                          | 1,3        | 900                     |
| 3. Municipio de Roatán                     | Oeste de la isla Roatán                | Coxen Hole               | 87,3       | 41220                   |
| Oeste de la isla Roatán                    |                                        | Roatán                   | 80         | 41060                   |
| Cayos de Roatán                            |                                        | Cayo de Antoney          | 1,2        | 40                      |
| Islas del Cisne                            |                                        | Bahía Harbor             | 3,5        | 10                      |
| Cayos Cochinos                             |                                        | Chachauate               | 2,9        | 110                     |
| 4. Municipio de Útila                      | Isla Útila                             | Útila (localidad)        | 49,3       | 4030                    |
| Útila                                      | Isla Útila                             | Útila (localidad)        | 47,9       | 3580                    |
| Cayos de Útila                             | Cayos de Útila                         | Cayo Jewel y Cayo Pigeon | 1          | 450                     |
| Banco Vivorillo                            | Cayo Vivorillo                         | Cayo Vivorillo           | 0,2        | 2                       |
| Cayo Bobel                                 | Cayo Bobel                             | Cayo Bobel               | 0,02       | 0                       |
| Cayo Sur                                   | Cayo Sur                               | Cayo Sur                 | 0,02       | 0                       |
| Cayo Savanna                               | Cayo Savanna                           | Cayo Savanna             | 0,01       | 0                       |
| Cayo Vivorillo                             |                                        | Cayo Vivorillo           | 0,05       | 2                       |
| Arrecifes de la media luna y otros cayos   |                                        | Cayo Media Luna          | 0,05       | 0                       |
| Islas de la Bahía                          | incl. Islas del Cisne y Cayos Cochinos | Coxen Hole               | 248,9      | 71.500                  |

### Diputados
El departamento de Islas de la Bahía tiene una representación de 1 diputado en el Congreso Nacional de Honduras.
| Diputado           | Partido         |
| ------------------ | --------------- |
| Raymond Cherington | Partido Liberal |

### Gobernadores de las Islas de la Bahía
| Nombre                                                     | Periodo                                   | Otros                  |
| ---------------------------------------------------------- | ----------------------------------------- | ---------------------- |
| William Clairbourne                                        | 1634 - 1642                               | Gran Bretaña           |
| -                                                          | 1642 - 1650                               | Gran Bretaña           |
| Comandante Robert Hodgson (f. 1758)                        | 1742 - 1748                               | Gran Bretaña           |
| -                                                          | 1756 - 1763                               | Gran Bretaña           |
| Comandante William Dalrymple                               | 1779 - marzo de 1782                      | Gran Bretaña           |
| Comandante Edward Marcus Despard                           | 1783 - 1787                               | Gran Bretaña           |
| Juan Bautista Lonstrelet                                   | 1838 - 1841                               | Estado de Honduras     |
| Magistrado William Fitzgibbon                              | 1850                                      | En funciones           |
| Magistrado John James Hall                                 | 1850 - 1852                               | En funciones           |
| Gobernador de Jamaica                                      | 15 de junio de 1852 - 14 de julio de 1860 | Por depósito británico |
| Magistrado Charles Henry Johnes Cuyler (n. 1826 - f. 1885) | 1852-1855                                 | Depósito británico     |
| Magistrado Alexander Wilson Moir (n. 1825 - f. 1897)       | diciembre de 1855- 1 de junio de 1861     | Depósito británico*    |